# Песма Евровизије 2023.
Песма Евровизије 2023. (енгл. Eurovision Song Contest 2023; фр. Concours Eurovision de la chanson 2023) је био 67. по реду избор за Песму Евровизије. У организацији Европске радиодифузне уније (ЕБУ) и домаћина Британске радиодифузне корпорације (BBC), такмичење се одржало у Ливерпул арена, у Ливерпулу, у Уједињеном Краљевству, након што Украјина као победник такмичења 2022. године са песмом Stefania коју изводи Kalush Orchestra није била у могућности да буде домаћин из безбедносних разлога праћених руском инвазијом на Украјину. Био је ово девети пут да се такмичење одржи у Уједињеном Краљевству, а први пут после 1998. године. Такмичење се састојало из два полуфинала која су се одржала 9. и 11. маја и финала које се одржало 13. маја 2023. Водитељке све три вечери су биле Јулија Санина, Хана Вадингем и Алиша Диксон, а Грејам Нортон им се придружио у финалу.
37 земаља је учествовало на такмичењу. Бугарска, Северна Македонија и Црна Гора су се повукле са такмичења, највише због економског утицаја енергетске кризе.
Правила гласања су измењена, те од 2023. године само публика одлучује које државе ће се пласирати у финале. Увело се и гласање „остатка света”, држава које не учествују на такмичењу, које додељује по 1 сет поена у све 3 такмичарске вечери.
Шведска је остварила своју седму победу на такмичењу са песмом са песмом Tattoo коју су компоновали и написали Џими Јансен, Џими „Џокер” Тернфелд, Лорен, Моа „Кази Опеја” Карлбекер, Петер Бострем и Томас Џи-сен, а коју изводи Лорен; након што је држава победила 1974, 1984, 1991, 1999, 2012. и 2015. године. Тиме се Шведска изједначила са Ирском по највећем броју победа. ЕБУ је дала извештај да је такмичење уживо на телевизији пратило 162 милиона гледалаца што је за 1 милион више у односу на 2022. годину. Онлајн преносе је гледало 15.6 милиона људи.

## Локација
На такмичењу 2022. године победила је Украјина, којој је прво било понуђено домаћинство такмичења, по евровизијској традицији. Ово би био трећи пут да Украјина буде домаћин, после 2005. и 2017. Међутим, због руске инвазије на Украјину 2022, спекулисало се о домаћинству неке друге државе која припада великој петорци (Француске, Немачке, Италије, Шпаније и другопласиране 2022. године, Уједињеног Краљевства).
Дана 16. маја 2022, Микола Чернотицки, председавајући члан украјинског емитера , је изјавио да Украјина жели да одржи такмичење у мирној Украјини која може да загарантује безбедност свих такмичара и делегација. Накнадно, украјински председник Володимир Зеленски је изјавио да се нада да ће такмичење бити у Мариупољу. Чернотицки је касније изјавио да ће Сусплине (национална медијска кућа Украјине) почети преговоре са ЕБУ о домаћинству такмичења 20. маја.
Следеће државе су биле изјавиле заинтересованост за домаћинство у случају да то Украјина није могла да учини: Италија, Холандија, Пољска, Уједињено Краљевство, Шведска, и Шпанија (која је касније одустала од своје понуде).
Дана 16. јуна 2022. године украјинска телевизија  и ЕБУ су одржали састанак како би увидели могућности одржавања такмичења 2023. у Украјини. Међутим, 17. јуна 2022. ЕБУ је дала званично саопштење да се такмичење 2023. неће одржати у Украјини због изразито лошег политичког и ратног стања изазваних руском инвазијом на Украјину, те је ЕБУ започела преговоре са Би-Би-Си-јем, као другопласираним на такмичењу 2022. за потенцијално одржавање такмичења у Уједињеном Краљевству. Биће то први пут после 1980. да се такмичење не одржи у земљи која је победила претходне године. Као одговор на одлуку ЕБУ-а, Чернотски је у писму ЕБУ-у које су потписали и победници Евровизије Руслана, Џамала и Олех Псијук (оснивач групе Kalush Orchestra) захтевао даље разговоре са ЕБУ. На то је ЕБУ одговорила да разуме разочарење украјинске делегације због одлуке, уз објашњење да такмичење не може бити одржано у Украјини из безбедносних разлога. Такође, ЕБУ инсистира да процес избора земље домаћина не сме бити коришћен у политичке сврхе. Услед преседана да се по први пут од увођења полуфиналних вечери такмичење неће одржати у земљи која је претходне године победила, још у почетку је било непознато да ли ће Украјина као победник такмичења 2022. добити директан пласман у финалу. Дана 25. јула 2022, ЕБУ објављује да ће Уједињено Краљевство бити домаћин такмичења у сарадњи са украјинским емитером, а да ће се Украјина директно пласирати у финале.

### Конкурс за домаћинство
Одмах након што је ЕБУ објавио да Украјина неће бити домаћин, многи градови у УК су изразили интерес за домаћинство: Абердин, Белфаст, Бирмингем, Брајтон, Бристол, Кардиф, Единбург, Глазгов, Лидс, Ливерпул, Лондон, Манчестер, Њукасл, Шефилд, Сандерланд и Вулверхемптон. Нотингем и Дери су накнадно изразили интерес за домаћинство, након што је УК потврђен као домаћин такмичења.
Након што је УК потврђен као домаћин такмичења, ББЦ је 25. јула 2022. године отворио конкурс за домаћинство. Следећи градови су истог дана потврдили да су послали своје понуде за домаћинство: Абердин, Лидс, Ливерпул и Манчестер. Након њих, 26. јула 2022. заинтересованост исказују Бристол, Глазгов и Шефилд, док је Бирмингем послао своју понуду 27. јула 2022. године.
Почетком августа, Брајтон, Кардиф, Дери, Нотинхем и Сандерланд повлаче своје предлоге за домаћинство. Шефилд, Бристол, Лидс и Ливерпул су своје званичне кандидатуре потврдили 9. августа 2022.
Током прве фазе процеса надметања, BBC је примио изразе интересовања из 20 британских градова, од којих је седам ушло у ужи избор 12. августа 2022: Бирмингем, Глазгов, Лидс, Ливерпул, Манчестер, Њукасл и Шефилд. Критеријуми за избор града домаћина претходних година укључивали су: простор који може да прими најмање 10.000 гледалаца, прес центар за највише 1.500 новинара, лаку доступност међународног аеродрома и хотелски смештај за најмање 2.000 делегата, новинара и гледалаца.
Дана 27. септембра 2022, ЕБУ и BBC су објавили да је избор града домаћина сужен на два града: Глазгов и Ливерпул и да ће коначна одлука о одабиру града домаћина бити донета у октобру 2022. године. Дана 7. октобра 2022. објављено је да ће домаћин такмичења бити Ливерпул, и да ће се такмичење одржати у Ливерпул арени.
Легенда
 †  Изабран домаћин

 ‡  Ужи избор

 *  Шири избор

 ^  Презентовали кандидатуру
| Град          | Арена                          | Капацитет     | Напомене | Реф.                 |
| ------------- | ------------------------------ | ------------- | --- | -------------------- |
| Абердин^      | P&J Live                       | 10.000        | — | [ 48 ]               |
| Белфаст^      | Арена ССЕ                      | 11.058        | Домаћин МТВ Европских додела награда 2011. године                                                                          | [ 49 ] [ 50 ]        |
| Бирмингем*    | Арена Рисортс ворлд            | 15.685        | Домаћин Комонвелт игара 2022. године                                                                                       | [ 34 ] [ 44 ]        |
| Брајтон       | —                              | —             | Повлачи предлог 11. августа 2022, због недостатка неопходне инфраструктуре и места за одржавање.                           | [ 35 ] [ 51 ]        |
| Бристол^      | Хангар Брабазон                | —             | Било би потребно реновирање.                                                                                               | [ 43 ] [ 52 ]        |
| Вулверхемптон | Хала Вулверхемптон Сивик       | 3.000         | Не испуњава критеријуме ЕБУ.                                                                                               | [ 53 ]               |
| Вулверхемптон | Стадион Молино                 | 32.050        | Неопходна је изградња крова.                                                                                               | [ 53 ]               |
| Глазгов ‡     | Арена ОВО Хајдро               | 14.300        | Домаћин МТВ Европских додела награда 2014. године                                                                          | [ 32 ]               |
| Дарлингтон^   | Дарлингтон арена               | —             | Предлог зависио од конструкције крова да покрије арену; предлог подржала локална влада.                                    | [ 54 ] [ 55 ]        |
| Дери          | —                              | —             | Повлачи предлог 8. августа 2022, због недостатка неопходне угоститељске инфраструктуре и места за одржавање.               | [ 26 ] [ 37 ] [ 56 ] |
| Единбург^     | Хала Ашер                      | 2.200         | Домаћин Песме Евровизије 1972. Не испуњава критеријуме ЕБУ.                                                                | [ 57 ]               |
| Единбург^     | Изложбени центар Ројал Хајленд | 10.500        | — | [ 57 ]               |
| Кардиф        | Стадион Принципалити           | 73.000        | Домаћин финала УЕФА Лиге шампиона 2017. Повлачи предлог 11. августа 2022, због немогућности коришћења стадиона.            | [ 36 ] [ 58 ]        |
| Ливерпул †    | Ливерпул арена                 | 11.000        | Домаћин МТВ Европских додела награда 2008. године                                                                          | [ 41 ] [ 44 ] [ 59 ] |
| Лидс*         | Арена Фирст дајрект            | 13.781        | — | [ 42 ] [ 44 ] [ 60 ] |
| Лондон^       | Арена Вембли                   | 12.500        | Домаћин МТВ Европских додела награда 2017. године                                                                          | [ 49 ] [ 61 ] [ 62 ] |
| Лондон^       | Копер бокс                     | 7.481         | — | [ 49 ] [ 61 ] [ 62 ] |
| Лондон^       | Арена О2                       | 10.500        | Домаћин АТП финала од 2009. до 2020. године као и турнира у гимнастици и кошарци на летњим Олимпијским играма 2012. године | [ 49 ] [ 61 ] [ 62 ] |
| Манчестер*    | Манчестер арена                | 21.000        | Домаћин Комонвелт игара 2002. године. Предлог подржала влада глада.                                                        | [ 30 ] [ 44 ]        |
| Нотингем      | Нотингем арена                 | 10.000—15.865 | Повлачи предлог 9. августа 2022, због немогућности да предложено место одржавања испуни критеријуме ЕБУ.                   | [ 25 ] [ 38 ]        |
| Њукасл*       | Арена Њукасл Утилита           | 11.000        | — | [ 24 ] [ 44 ]        |
| Сандерланд    | Стадион светлости              | 10.000        | Повлачи предлог 10. августа 2022, због немогућности коришћења арене.                                                       | [ 39 ] [ 63 ] [ 64 ] |
| Шефилд*       | Арена Шефилд                   | 13.600        | — | [ 40 ] [ 65 ]        |

## Земље учеснице
Да би одређена држава могла да стекне право учешћа на избору за Песму Евровизије, она мора да буде активна чланица Европске радиодифузне уније (ЕБУ-а).‍
ЕБУ је послао позив за учешће на Песми Евровизије 2023. године свим активним члановима, којих је тренутно 54.‍ Придруженој чланици Аустралији није потребна позивница за такмичење 2023. године, пошто је претходно имала дозволу да учествује најмање до 2023. године.
Дана 20. октобра 2022. године ЕБУ је објавила да ће на такмичењу 2023. године учествовати 37 земаља, што је најмањи број учесника од 2014. године. Бугарска, Северна Македонија и Црна Гора су се повукле са такмичења из финансијских разлога. Чешка се први пут такмичила под својим скраћеним енглеским именом, „Czechia” уместо под формалним „Czech Republic”.
| Држава               | Емитер               | Извођач(и)                | Песма                  | Језик                                 | Аутор(и) |
| -------------------- | -------------------- | ------------------------- | ---------------------- | ------------------------------------- | --- |
| Азербејџан           | ИТВ                  | TuralTuranX               | Tell Me More           | енглески                              | Нихад Алијев Тунар Тахијев Турал Багманов Туран Багманов                                                           |
| Албанија             | РТШ                  | Аљбина и Familja Kelmendi | Duje                   | албански                              | Енис Муљај Ериома Рушити                                                                                           |
| Аустралија           | СБС                  | Voyager                   | Promise                | енглески                              | Алекс Канион Ешли Дудкорт Данијел Естрин Скот Кеј Симон Дау                                                        |
| Аустрија             | ОРФ                  | Теја и Салена             | Who the Hell Is Edgar? | енглески италиjански                  | Пеле Ролиано Роналд Јанечек Селина Марија Едбауер Теодора Шпирић                                                   |
| Белгија              | ВРТ                  | Густав                    | Because of You         | енглески                              | Густав Жалоад Алоул                                                                                                |
| Грузија              | ГПБ                  | Иру                       | Echo                   | енглески                              | Џорџ Кухианидзе Бени Кадагидзе Иру Хечанови                                                                        |
| Грчка                | ЕРТ                  | Виктор Верникос           | What They Say          | енглески                              | Виктор Верникос Јергенсен                                                                                          |
| Данска               | ДР                   | Рајли                     | Breaking My Heart      | енглески                              | Борд Бонсаксен Хилда Стенмалм Рани Петерсен Сиверт Хјелтнес Хагтвет                                                |
| Естонија             | ЕРР                  | Алика                     | Bridges                | енглески                              | Алика Милова Воутер Харди [ ] Нина Самперманс [ ]                                                                  |
| Израел               | ИПБК/Кан             | Ноа Кирел                 | Unicorn                | енглески хебреjски                    | Дорон Медали Меј Сфадија Ноа Кирел Јинон Јахел [ ]                                                                 |
| Ирска                | РТЕ                  | Wild Youth                | We Are One             | енглески                              | Конор О'Донохју Едвард Портер Јерген Елофсен [ ]                                                                   |
| Исланд               | РУВ                  | Диљау                     | Power                  | енглески                              | Диљау Петурсдоутир Палми Рагнар Асгеирсон                                                                          |
| Италија              | Раи                  | Марко Менгони             | Due vite               | италијански                           | Давид Петрела [ ] Давид Симонета Марко Менгони                                                                     |
| Јерменија            | АМПТВ                | Brunette                  | Future Lover           | енглески, јерменски                   | Brunette |
| Кипар                | РИК                  | Андрију Ламбру            | Break a Broken Heart   | енглески                              | Џими Јансен [ ] Џими „Џокер” Тернфелд [ ] Маркус Винтер-Џон Томас Стенгард                                         |
| Летонија             | ЛТВ                  | Sudden Lights             | Aijā                   | енглeски летонски                     | Андрејс Реинис Зитманис Карлис Матис Зитманис Карлис Вартинш Мартинш Матис Земитис                                 |
| Литванија            | ЛРТ                  | Моника Линките            | Stay                   | енглески литвански                    | Кристис Индришонокс Моника Линките                                                                                 |
| Малта                | ПБС                  | The Busker                | Dance (Our Own Party)  | енглески                              | Давид Меилак Жан Пол Борг Метју Џејмс Борг Мицеал Џо Сини Шон Миачен                                               |
| Молдавија            | ТРМ                  | Паша Парфени              | Soarele și luna        | румунски                              | Андреи Вулпе Каталин Темичиук Паша Парфени Јулијана Парфени                                                        |
| Немачка              | НДР                  | Lord of the Lost          | Blood & Glitter        | енглески                              | Крис Хармс Руперт Кеплингер Антони Браун Пај Стоферс                                                               |
| Норвешка             | НРК                  | Алесандра                 | Queen of Kings         | енглески, италијански латински        | Алесандра Меле Хенинг Олеруд Линда Дејл Стенли Фердинандез                                                         |
| Пољска               | ТВП                  | Бланка                    | Solo                   | енглески                              | Бартоломеј Рзецицки Бланка Стајков Мацијеј Пучалски Марцин Горецки Миколај Трибулец Марија Броберг Јулија Сундберг |
| Португал             | РТП                  | Мимикет                   | Ai coração             | португалски                           | Луис Переира Мариса Мена                                                                                           |
| Румунија             | ТВР                  | Теодор Андреј             | D. G. T. (Off and On)  | румунски, енглески                    | Микхаил Јахед Теодор-Октавијан Андреј Лука де Мецо Лука Стефан Удацеану                                            |
| Сан Марино           | СМРТВ                | Piqued Jacks              | Like an Animal         | енглески                              | Андреа Лацарети Франческо Бини Марко Сгарамела Томасо Оливери                                                      |
| Словенија            | РТВ СЛО              | Joker Out                 | Carpe diem             | словеначки                            | Бојан Цвјетићанин Јан Петех Јуре Мачек Крис Гуштин Наце Јордан                                                     |
| Србија               | РТС                  | Luke Black                | Само ми се спава       | српски, енглески                      | Luke Black |
| Уједињено Краљевство | ББЦ                  | Меј Малер                 | I Wrote a Song         | енглески                              | Карен Пул [ ] Меј Малер Луис Томпсон                                                                               |
| Украјина             | Суспиљне             | Tvorchi                   | Heart of Steel         | енглески, украјински                  | Андриј Хутсулијак Јимох Аугустус Кехинде                                                                           |
| Финска               | Уле                  | Käärijä                   | Cha Cha Cha            | фински                                | Алекси Нурми Јоханес Наукаринен Јере Пејхенен                                                                      |
| Француска            | Француска телевизија | La Zarra                  | Évidemment             | француски                             | Banx & Ranx [ ] Бени Адам La Zarra                                                                                 |
| Холандија            | АВРОТРОС             | Миа Николај и Дион Купер  | Burning Daylight       | енглески                              | Дион Куипер Данкан де Мур Јордан Гарфилд Лук ван дер Гринтен Миа Николај                                           |
| Хрватска             | ХРТ                  | Лет 3                     | Мама ШЧ!               | хрватски                              | Дамир Мартиновић Мрле Зоран Продановић                                                                             |
| Чешка                | ЧТ                   | Vesna                     | My Sister's Crown      | енглески, украјински, чешки, бугарски | Адам Албрехт Мичал Јирањ Патриција Кањок Фуксова Шимон Мартинек Танита Јанкова Катерина Ватченко                   |
| Швајцарска           | СРГ ССР              | Ремо Форер                | Watergun               | енглески                              | Аргајл Синг Ешли Хицклин [ ] Миколај Трибулец                                                                      |
| Шведска              | СВТ                  | Лорен                     | Tattoo                 | енглески                              | Џими Јансон Џими „Џокер” Тернфелд Лорен Моа „Кази Опеја” Карлбекер [ ] Петер Бострем [ ] Томас Џи-сен [ ]          |
| Шпанија              | РТВЕ                 | Бланка Палома             | Eaea                   | шпански                               | Бланка Палома Хозе Пабло Поло Алваро Тато                                                                          |

### Извођачи који су учествовали раније
| Извођач(и)     | Држава    | Коментар |
| -------------- | --------- | --- |
| Лорен          | Шведска   | Представљала је Шведску 2012. са песмом Euphoria и победила.                                                                         |
| Паша Парфени   | Молдавија | Представљао је Молдавију 2012. са песмом Lăutar и био пратећи вокал и пијаниста на сцени за молдавску представницу 2013. Алиону Мун. |
| Марко Менгони  | Италија   | Представљао је Италију 2013. са песмом L'essenziale.                                                                                 |
| Моника Линките | Литванија | Представљала је Литванију 2015. заједно са Ваидасом Баумилом са песмом This Time.                                                    |
| Густав         | Белгија   | Био је пратећи вокал за представнике Белгије 2018. Сенек и 2021. .                                                                   |
| Иру Хечанови   | Грузија   | Представљала је Грузију на Дечјој песми Евровизије 2011. као чланица групе Candy са песмом Candy Music и победила.                   |

### Остале земље

#### Активни чланови ЕБУ
- Андора - 26. маја 2022, Дани Ортола, уредник програма RTVA, је потврдио да је мало вероватно да ће се Андора вратити на такмичење у блиској будућности.[71]
- Босна и Херцеговина - 14. октобра 2022. Босанскохерцеговачка радио-телевизија је потврдила да се Босна и Херцеговина неће вратити на такмичење 2023. године али ни наредних година док се не реши проблем са вишегодишњим буџетом јавног сервиса због чега је ЕБУ увела санкције босанској делегацији. Босанскохерцеговачка телевизија је пред гашењем због чега је тужила Радио телевизију Републике Српске јер је, како БХРТ тврди, последњих пет година неовлашћено присвојила буџет предвиђен за напредак рада БХРТ, због чега је босанска телевизија у мањку од 32 милиона евра колико РТРС дугује БХРТ.[72][73]
- Бугарска - 14. октобра 2022. бугарска телевизија је потврдила да се Бугарска повлачи са такмичења 2023. године, због мале заинтересованости емитера. Такође су изјавили да је мало вероватно да ће се Бугарска вратити на такмичење у скоријој будућности.[74]
- Луксембург - 2. августа 2022. луксембуршка телевизија је потврдила да се Луксембург неће вратити на такмичење 2023. године, уз напомену да је луксембуршка телевизија сада више концентрисана на информативни програм уместо на музички и забавни програм.[75]
- Монако - 22. новембра 2021, објављена је вест да су у монегашком буџету одвојене паре за учешће на Песми Евровизије.[76] Ипак, планови су одложени јер ће нови национални емитер почети са радом негде између јуна и септембра 2023. уместо касно у 2022.[77] 5. септембра 2022. MMD је потврдио да Монако неће учествовати на такмичењу 2023. године.[78]
- Северна Македонија - 14. октобра 2022. македонска телевизија је потврдила да се Северна Македонија повлачи са такмичења 2023. године, због финансијских потешкоћа и лоших резултата.[79]
- Словачка - 10. јуна 2022, словачки емитер RTVS је изјавио да се Словачка неће вратити на такмичење 2023, а као разлог су навели лошу финансијску ситуацију и ниску гледаност током учешћа.[80]
- Црна Гора - 13. октобра 2022, Радио-телевизија Црне Горе је потврдила да се Црна Гора повлачи са такмичења 2023. године, због финансијских потешкоћа, незаинтересованости спонзора и лоших резултата.[81]

#### Придружени чланови ЕБУ
- Казахстан - У октобру 2022, ТВ продуцент Жан Муканов изјавио је да је казахстански емитер Хабар Агенттігі у преговорима са ЕБУ о дебитовању Казахстана на такмичењу 2023, тврдећи да „постоји свака могућност да држава учествује на одраслој Песми Евровизије следеће године" и да учешће државе на Дечјој песми Евровизије 2022. има „значајан утицај" на шансе за учешће.[82][83] Ипак, Казахстан се није нашао на листи учесника објављеној 20. октобра 2022.[67]

#### Нису чланови ЕБУ
- Косово - Дана 16. маја 2022, генерални директор РТК-а Шкумбин Ахметџекај је изјавио да емитер жели да се пријави за чланство у ЕБУ крајем године и да ако буде добио чланство, Косово би могло да учествује на такмичењу.[84] По правилима за чланство у ЕБУ, потребно је да емитер буде члан Међународне телекомуникационе уније.[66][85]
- Лихтенштајн - У августу 2022, лихтенштајнски емитер 1 FL TV је изјавио да више не покушава да се придружи Европској радиодифузној унији, што искључује дебитовање Лихтенштајна у блиској будућности.[86]

## Продукција
Песма Евровизије 2023. је била у продукцији BBC-ја. Украјински јавни емитер  ће радити у сарадњи са BBC-јем како би се у графичком дизајну, ревијалним деловима, музику, избор домаћина, разгледнице и друге елементе укључили украјински елементи. Рејчел Ешдон ће бити главна комисионерка, а комисија супервизије ће укључити и представника .
Продукцијски тим се састојао од Мартина Грина као управног директора, Рејчел Ешдаун као водећег комисионара, Ендруа Картмела као извршног продуцента, Лија Смитурста и Твена ван де Ниувенхајзена као главних и одговорних уредника такмичења и Џејмса О'Брајана као извршног уредника задуженог у продукцији. Додатни продукцијски тим је укључио и мулти-камера режисере такмичења Ники Парсонс, Ричарда Валентајна и Олија Бартлета, водећег креативног директора Дена Шиптона, музичког директора Којоа Самјуела, дизајнера сцене за такмичење Хулија Имедеа, главног и одговорног уредника за звук и технику Роберта Едвардса и уредника за осветљење Тима Рутлеџа. Продукцијски тим из Украјине водили су Оскана Сибинска, Тетијана Семенова и Герман Ненов.

### Графички дизајн
Дана 7. октобра 2022, заједно са објавом града домаћина, ЕБУ је представио генерични лого за такмичење 2023. године. Евровизијско срце, које обично садржи заставу државе домаћина у средини, садржи заставу Украјине ове године како би била осликана победа ове државе претходне године. Пред именом града домаћина по први пут је исписано и име земље домаћина.
Графички дизајн такмичења 2023. је представљен 30. јануара 2023. Истог дана је представљен и слоган такмичења који гласи „United by Music” (прев. Уједињени музиком). Следећег дана је представљен и логотип такмичења који се састоји од шареног ефекта електрокардиограма који производи низ срца, од којих свако реагује на ритам и звук како би се илустровао откуцај срца. Боје на логотипу представљају комбинацију боја застава Уједињеног Краљевства и Украјине како би представили радост и разноликост на такмичењу и тиме допринели светлијем изгледу у односу на претходне године кад су доминирале тамне боје. За потребе израде логотипа, коришћен је фонт Penny Lane, инспирисан натписима од ливеног гвожђа из 20. века који приказују имена улица у Ливерпулу и приказује богато наслеђе града.

### Водитељи
Дана 22. фебруара 2023. године, британска телевизија је објавила да ће водитељи све три вечери такмичења бити британска певачица Алиша Диксон, британска глумица Хана Вадингем и украјинска певачица групе The Hardkiss Јулија Санина, док им се ирски водитељ и традиционално британски коментатор такмичења Грејам Нортон придружио као водитељ у финалу.

### Разгледнице
„Разгледнице“ су видео-уводи од 40 секунди који се приказују на телевизији док се бина припрема за следећи наступ. Снимане су између фебруара и априла 2023. у режији Тома Кука, а Карло Масарела и Џејн Мек Голдрик су били извршни продуценти. Разгледнице су засноване на теми такмичења „уједињени музиком“. Користећи технологију дронова од 360°, свака разгледница је почела на одабраној локацији у Украјини, затим прешла у Уједињено Краљевство, пре него што се преселила у земљу која наступа следећа, где је извођач учествовао у активности по свом избору. Три локације које се појављују на свакој разгледници повезане су јединственом темом. Разгледнице су продуцирали лондонска продуцентска кућа Windwall Films и украјинска продуцентска кућа 23/32, уз музику у позадини коју је компоновао Дмитро Шуров. Следеће локације разгледница су коришћене:
| Држава               | Тема                   | Локације                                    | Локације                             | Локације                                        |
| Држава               | Тема                   | У Украјини                                  | У Уједињеном Краљевству              | У држави учесници                               |
| -------------------- | ---------------------- | ------------------------------------------- | ------------------------------------ | ----------------------------------------------- |
| Албанија             | Градски паркови        | Софијски парк, Уман                         | Сефтонски парк                       | Велики парк Тиране                              |
| Аустралија           | Мостови                | Стаклени мост, Кијив                        | Висећи мост Клифтон, Бристол         | Мост Матагаруп, Перт                            |
| Аустрија             | Градске скупштине      | Градска скупштина Лавова                    | Градска скупштина Шефилда            | Градска скупштина Беча                          |
| Азербејџан           | Градски тргови         | Трг независности, Кијив                     | Вековни трг                          | Булевар Бакуа                                   |
| Белгија              | Споменици              | Споменик независности, Кијив                | Анђео севера                         | Атомијум, Брисел                                |
| Данска               | Опере                  | Лавовско позориште опере и балета           | Велшки миленијумски центар           | Опера у Копенхагену                             |
| Естонија             | Торњеви                | Водени торањ Вињиција                       | Торањ у Блекпулу                     | Талински ТВ торањ                               |
| Грузија              | Стари градови          | Стари град, Лавов                           | Порт Санлајт, Мерзисајд              | Стари град, Тбилиси                             |
| Грчка                | Рушевине               | Тврђава Тараканив, Ровењска област          | Данлуска тврђава                     | Посејдонов храм, Сунион                         |
| Израел               | Стене                  | Стене Уритски у Скољивским Бескидима        | Стоунхенџ                            | Масада, Јудејска пустиња                        |
| Ирска                | Планински путеви       | Планински пут у Ивано-Франковској области   | Пут А3055                            | Сали Геп, округ Виклоу                          |
| Исланд               | Водопади               | Мањавски водопад                            | Пистил Редр, Повис                   | Квернуфос, регија Скогар                        |
| Италија              | Велодроми              | Кијивски велодром                           | Памп трек Вејлс, Рејдир              | Циркус Максимус, Рим                            |
| Јерменија            | Ботаничке баште        | Ботаничка башта Универзитета у Лавову       | Пројекат Еден, Корнвол               | Јереванска ботаничка башта                      |
| Кипар                | Плаже                  | Кијивски резервоар                          | Плажа Брајтона, Источни Сасекс       | Плажа Акти Олимпион, Лимасол                    |
| Летонија             | Пешчани кампови        | Екоспејс капсуле, Кијивски резервоар        | Колибе на Боске плажи, Борнмут       | Мелнсилс, општина Талси                         |
| Литванија            | Утврђења               | Хотина трвђава, Черновачка област           | Елен Донан Škotsko visočje           | Замак на острву Тракај                          |
| Малта                | Аутобуси               | Лавовски аутобус                            | Лондонски аутобуси                   | Стари аутобус у Мелихећи                        |
| Молдавија            | Шуме                   | Шума Сколовски Бескиди, Лавов               | Шервудска шума, Нотингамшир          | Национални парк Орхеј, Требујени                |
| Немачка              | Канали                 | Русанивка                                   | Канал Бриџвотер, Шири Манчестер      | Кервидерфлит, Хамбург                           |
| Норвешка             | Библиотеке             | Национална библиотека Украјине Вернадцки    | Ливерпулска централна библиотека     | Јавна библиотека Осла                           |
| Пољска               | Универзитети           | Универзитет Чернивецки                      | Колеџ Тринити (Кембриџ)              | Факултет физике Универзитета у Варшави          |
| Португал             | Цркве                  | Саборни храм Свете Софије, Кијив            | Катедрала у Елију, Кембриџшир        | Црква Санта Енграција, Лисабон                  |
| Румунија             | Статуе                 | Статуа Тарасу Шевченку, Лавов               | The Beatles статуа                   | Скулптура Колица са кловном, Букурешт           |
| Сан Марино           | Замкови                | Тврђава Камјањец-Подиљски, Хмељничка област | Замак Хертсмонс, Источни Сасекс      | Гуаита, Монте Титано                            |
| Србија               | Галерије               | Парк3020, Лавовски регион                   | Тејт Ливерпул                        | Музеј савремене уметности, Београд              |
| Словенија            | Кровови                | Кров Тетрис хале, Кијив                     | Гуднес Грејшс бар на крову, Ливерпул | Кров зграде Радио-телевизије Словеније, Љубљана |
| Уједињено Краљевство | Реке                   | Дњепар, Кијив                               | Мерзи, Ливерпул                      | Тауербриџ, Лондон                               |
| Украјина             | Улични мурали          | Улични мурали у Кијиву                      | Улични мурали у Белфасту             | Арт-Завод платформа, Кијив                      |
| Финска               | Панорамски точкови     | Панорамски точак у Подилу                   | Ливерпулски точак                    | SkyWheel Helsinki                               |
| Француска            | Палате                 | Палата Потоцки                              | Кућа Хоуптаун                        | Дворац Фонтенбло, Сена и Марна                  |
| Холандија            | Разнобојна архитектура | Комфорт Таун, Кијив                         | Портмеирион, Гвинет                  | Зандам, Северна Холандија                       |
| Чешка                | Лавиринти              | Зелени лавиринт, Житомир                    | Лавиринт мира, Каслвелан             | Јев лавиринт, Дворац Лоучењ                     |
| Хрватска             | Луке                   | Речна лука Кијива                           | Лука Витби, Северни Јоркшир          | Лука Ријека                                     |
| Шведска              | Острва                 | Острво Анти-Кирка                           | Острво Свете Катарине                | Енхолмен, Готланд                               |
| Швајцарска           | Језера                 | Језеро Бучак, Черкашка област               | Лох Нес                              | Циришко језеро                                  |
| Шпанија              | Позоришта              | Амфитеатар, Ужгород                         | Минак театар, Корнвол                | Римско позориште у Сагунту                      |

## Формат

### Измена правила у гласању
Дана 22. новембра 2022, ЕБУ је објавила измене правила о гласању за такмичење 2023. Резултати оба полуфинала ће бити одлучени само телегласањем, као што је био случај од 2004. до 2007, док ће резултати финала бити одлучени телегласањем и гласањем жирија, као што је био случај претходних година. У полуфиналима, у случају да нека држава не може да достави легитимне гласове публике, користе се гласови резервног жирија. Ако се проблем са телегласањем понови у финалу, користи се алгоритам да аутоматски израчуна гласове те државе на основу гласова претходно одабране групе држава. Ако то није могуће, онда се користе гласови жирија и у сврху телегласања. Ако жири неке земље не може да достави валидан резултат, гласови телегласања те земље се користе и за сврхе гласања жирија.
Такође се уводи и онлајн гласање за гледаоце у земљама које не учествују на такмичењу, који ће заједно доделити по један сет бодова 1—8, 10 и 12 поена у све 3 такмичарске вечери преко онлајн платформе www.esc.vote за чије коришћење ће бити потребна кредитна или дебитна картица за верификацију.
Ове године је била планирана промена система проглашења финалиста, те би се за разлику од претходних година где извођачи седе у зеленој соби док се објављују финалисти, сви извођачи придружили водитељима на сцени током објаве финалиста, слично ономе што се може видети на такмичењима као што је „Икс фактор”. Ипак, ова промена је истог дана укинута услед негативних реакција фанова и новинара.

### Жреб за полуфинала
Жреб за полуфинала је одржан 31. јануара 2023. године у Ливерпулу. Земље учеснице, сем директних финалиста (велике петорке; домаћин Уједињено Краљевство је чланица велике петорке и претходни победник Украјина), су подељене у шест шешира, формираних на основу историјата размене поена међу државама у последњих 15 година, по чему су касније извучени учесници по полуфиналима.
Састав шешира је био следећи:‍
| Шешир број 1                                                       | Шешир број 2                                                            | Шешир број 3                                                       | Шешир број 4                                            | Шешир број 5                                                  |
| ------------------------------------------------------------------ | ----------------------------------------------------------------------- | ------------------------------------------------------------------ | ------------------------------------------------------- | ------------------------------------------------------------- |
| - Албанија - Аустрија - Словенија - Србија - Хрватска - Швајцарска | - Аустралија - Данска - Естонија - Исланд - Норвешка - Финска - Шведска | - Азербејџан - Грузија - Израел - Јерменија - Летонија - Литванија | - Грчка - Ирска - Кипар - Малта - Португал - Сан Марино | - Белгија - Молдавија - Пољска - Румунија - Холандија - Чешка |

## Преглед такмичења

### Прво полуфинале
Прво полуфинале се одржало 9. маја 2023. у 20:00 по локалном времену (21:00 по централноевропском времену). Укупно 15 земаља је учествовало у првом полуфиналу. Право гласа су такође имали и публика из Италије, Немачке, Француске и земље које су део гласања „остатка света”.
Прво полуфинале је отворено плесним скечом са песмом Together in Electronic Dreams, пре ког је приказан претходно снимљен сегмент у ком се појављују Пол Холивуд,  краљ Чарлс III и Краљица Камила, Систер Систер, Рики Томлинсон и Пол О'Грејди постхумно. После скеча је ко-водитељка Јулија Санина извела своју песму Маяк са својим мужем и колегом из групе The Hardkiss. Током паузе, Аљоша је са Ребеком Фергусон извела песму Ordinary World коју у оригиналу изводи група Duran Duran, а потом је Рита Ора је извела сплет својих песама Ritual, Anywhere, I Will Never Let You Down и представила нови сингл Praising You.
| #‍  | Држава‍     | Извођач(и)‍               | Песма‍                 | Пласман | Поени |
| -- | ---------- | ------------------------ | --------------------- | ------- | ----- |
| 01 | Норвешка   | Алесандра                | Queen of Kings        | 6.      | 102   |
| 02 | Малта      |                          | Dance (Our Own Party) | 15.     | 3     |
| 03 | Србија     |                          | Само ми се спава      | 10.     | 37    |
| 04 | Летонија   |                          | Aijā                  | 11.     | 34    |
| 05 | Португал   | Мимикет                  | Ai coração            | 9.      | 74    |
| 06 | Ирска      |                          | We Are One            | 12.     | 10    |
| 07 | Хрватска   | Лет 3                    | Мама ШЧ!              | 8.      | 76    |
| 08 | Швајцарска | Ремо Форер               | Watergun              | 7.      | 97    |
| 09 | Израел     | Ноа Кирел                | Unicorn               | 3.      | 127   |
| 10 | Молдавија  | Паша Парфени             | Soarele şi Luna       | 5.      | 109   |
| 11 | Шведска    | Лорен                    | Tattoo                | 2.      | 135   |
| 12 | Азербејџан |                          | Tell Me More          | 14.     | 4     |
| 13 | Чешка      |                          | My Sister's Crown     | 4.      | 110   |
| 14 | Холандија  | Миа Николај и Дион Купер | Burning Daylight      | 13.     | 7     |
| 15 | Финска     | Керије                   | Cha Cha Cha           | 1.      | 177   |

### Друго полуфинале
Друго полуфинале се одржало 11. маја 2023. у 20:00 по локалном времену (21:00 по централноевропском времену). Укупно 16 земаља је учествовало у другом полуфиналу. Право гласа ду такође имати и публика из Уједињеног Краљевства, Украјине, Шпаније и земље које су део гласања „остатка света”.
Током другог полуфинала се појављује комад изговорених речи о историји такмичења коју прича глумац Лук Еванс у паузи између такмичарских наступа, док је у паузи изведен сплет познатих украјинских дела Music Unites Generations (прев. Музика уједињује генерације) који ће извести Марија Јаремчук, Отој и Злата Џијунка. Такође, три драг краљице, Мис Диминор, Мис Мерцедес Бендз и Томара Томас, су извеле плесни скеч под именом Be Who You Wanna Be (прев. Буди оно што желиш да будеш) са плесним асамблом Подиља. Током скеча се чују песме Free Yourself певачице Џеси Вер, Free Your Mind групе En Vogue, Free певачице Ултра Нејтe и We Got Love певачице Џесике Маубој.
| #‍  | Држава‍     | Извођач(и)‍                | Песма‍                  | Пласман | Поени |
| -- | ---------- | ------------------------- | ---------------------- | ------- | ----- |
| 01 | Данска     | Рајли                     | Breaking My Heart      | 14.     | 6     |
| 02 | Јерменија  | Brunette                  | Future Lover           | 6.      | 99    |
| 03 | Румунија   | Теодор Андреј             | D. G. T. (Off and On)  | 15.     | 0     |
| 04 | Естонија   | Алика                     | Bridges                | 10.     | 74    |
| 05 | Белгија    | Густав                    | Because of You         | 8.      | 90    |
| 06 | Кипар      | Андрију Ламбру            | Break a Broken Heart   | 7.      | 94    |
| 07 | Исланд     | Диљау                     | Power                  | 11.     | 44    |
| 08 | Грчка      | Виктор Верникос           | What They Say          | 13.     | 14    |
| 09 | Пољска     | Бланка                    | Solo                   | 3.      | 124   |
| 10 | Словенија  | Joker Out                 | Carpe diem             | 5.      | 103   |
| 11 | Грузија    | Иру                       | Echo                   | 12.     | 33    |
| 12 | Сан Марино | Piqued Jacks              | Like an Animal         | 16.     | 0     |
| 13 | Аустрија   | Теја и Салена             | Who the Hell Is Edgar? | 2.      | 137   |
| 14 | Албанија   | Аљбина и Familja Kelmendi | Duje                   | 9.      | 83    |
| 15 | Литванија  |                           | Stay                   | 4.      | 110   |
| 16 | Аустралија | Voyager                   | Promise                | 1.      | 149   |

### Финале
Финале се одржало 13. маја 2023. у 20:00 по локалном времену (21:00 по централноевропском времену). Двадесет шест држава је учествовало у финалу и то: победничка држава претходне године тј. Украјина, чланице „велике петорке” (међу њима и држава домаћин, Уједињено Краљевство) и по 10 најбоље пласираних из оба полуфинала. Све 37 државе учеснице, као и земље које су део гласања „остатка света” сз гласале у финалу. Редослед наступа у финалу је објављен 12. маја 2023. Шведска је победила са 583 поена са песмом Tattoo коју су компоновали и написали Џими Јансен, Џими „Џокер” Тернфелд, Лорен, Моа „Кази Опеја” Карлбекер, Петер Бострем и Томас Џи-сен, а коју изводи Лорен. Шведска је победила у гласању жирија. Финска је завршила на другом месту са 526 поена. Финска је победила у гласању публике. Израел, Италија, Норвешка, Украјина, Белгија, Естонија, Аустралија и Чешка су такође завршиле у првих десет, док су Албанија, Португал, Србија, Уједињено Краљевство и Немачка завршили у последњих 5.
Финале је отворила група Kalush Orchestra са њиховом победничком песмом Stefania и њиховим синглом Changes. Међу особама које су се појавила у претходно снимљеним деловима отварања су били Bolt Strings, Ендру Лојд Вебер, Џос Стоун, Ballet Black, Ms Banks и Кетрин, принцеза од Велса. Потом је наступила парада застава, где је представљено свих 26 финалиста, праћени наступима четири претходних такмичара Песме Евровизије за Украјину у миксу са британским класицима: Go A with Shum, Џамала са својом победничком песмом 1944, Тина Карол са Show Me Your Love и Верка Сердјучка са Dancing Lasha Tumbai. У паузи је Сем Рајдер извео свој сингл Mountain са Реџером Тејлором из групе Queen, као и „Ливерпулска песмарица”, омаж музичком наслеђу Ливерпула који изводе шест претходних такмичара са својим верзијама песама из тог града: Мамуд је извео Imagine Џона Ленона, Нета Барзилај је извела You Spin Me Round (Like a Record) групе Dead or Alive, Дади Фрејр са песмом Whole Again групе Atomic Kitten, Корнелија Јакобс са песмом I Turn to You певачице Мелани Си, Соња са својом песмом Better the Devil You Know и Данкан Лоренс са претходно поменутим извођачима, презентерима и Русланом у претходно снимљеном наступу испред Златне капије у Кијиву са песмом You'll Never Walk Alone из мјузикла Карусел. Бјерн Улвеус из групе ABBA се појавио у кратком видео клипу о комерцијалном успеху извођача са такмичења.
| #‍  | Држава‍               | Извођач(и)‍                | Песма‍                  | Пласман | Поени |
| -- | -------------------- | ------------------------- | ---------------------- | ------- | ----- |
| 01 | Аустрија             | Теја и Салена             | Who the Hell is Edgar? | 15.     | 120   |
| 02 | Португал             | Мимикет                   | Ai coração             | 23.     | 59    |
| 03 | Швајцарска           | Ремо Форер                | Watergun               | 20.     | 92    |
| 04 | Пољска               | Бланка                    | Solo                   | 19.     | 93    |
| 05 | Србија               |                           | Само ми се спава       | 24.     | 30    |
| 06 | Француска            | Ла Зара                   | Évidemment             | 16.     | 104   |
| 07 | Кипар                | Андрију Ламбру            | Break a Broken Heart   | 12.     | 126   |
| 08 | Шпанија              | Бланка Палома             | Eaea                   | 17.     | 100   |
| 09 | Шведска              | Лорен                     | Tattoo                 | 1.      | 583   |
| 10 | Албанија             | Аљбина и Familja Kelmendi | Duje                   | 22.     | 76    |
| 11 | Италија              | Марко Менгони             | Due vite               | 4.      | 350   |
| 12 | Естонија             | Алика                     | Bridges                | 8.      | 168   |
| 13 | Финска               | Керије                    | Cha Cha Cha            | 2.      | 526   |
| 14 | Чешка                |                           | My Sister's Crown      | 10.     | 129   |
| 15 | Аустралија           |                           | Promise                | 9.      | 151   |
| 16 | Белгија              | Густав                    | Because of You         | 7.      | 182   |
| 17 | Јерменија            |                           | Future Lover           | 14.     | 122   |
| 18 | Молдавија            | Паша Парфени              | Soarele şi Luna        | 18.     | 96    |
| 19 | Украјина             |                           | Heart of Steel         | 6.      | 243   |
| 20 | Норвешка             | Алесандра                 | Queen of Kings         | 5.      | 268   |
| 21 | Немачка              |                           | Blood and Glitter      | 26.     | 18    |
| 22 | Литванија            |                           | Stay                   | 11.     | 127   |
| 23 | Израел               | Ноа Кирел                 | Unicorn                | 3.      | 362   |
| 24 | Словенија            |                           | Carpe diem             | 21.     | 78    |
| 25 | Хрватска             | Лет 3                     | Мама ШЧ!               | 13.     | 123   |
| 26 | Уједињено Краљевство | Меј Малер                 | I Wrote a Song         | 25.     | 24    |

## Резултати

### Резултати првог полуфинала
| Начин гласања: Телегласање | Начин гласања: Телегласање | Збиран брoj поена | Државе које гласају | Државе које гласају | Државе које гласају | Државе које гласају | Државе које гласају | Државе које гласају | Државе које гласају | Државе које гласају | Државе које гласају | Државе које гласају | Државе које гласају | Државе које гласају | Државе које гласају | Државе које гласају | Државе које гласају | Државе које гласају | Државе које гласају | Државе које гласају | Државе које гласају |
| Начин гласања: Телегласање | Начин гласања: Телегласање | Збиран брoj поена | Италија             | Летонија            | Холандија           | Малта               | Молдавија           | Ирска               | Азербејџан          | Француска           | Финска              | Немачка             | Португал            | Хрватска            | Србија              | Норвешка            | Швајцарска          | Израел              | Шведска             | Чешка               | Остатак света       |
| Начин гласања: Телегласање | Начин гласања: Телегласање | Збиран брoj поена |                     |                     |                     |                     |                     |                     |                     |                     |                     |                     |                     |                     |                     |                     |                     |                     |                     |                     |                     |
| Такмичари                  | Норвешка                   | 102               | 10                  | 4                   | 5                   | 10                  | 8                   | 2                   | 2                   | 1                   | 10                  | 3                   | 3                   | 6                   | 5                   |                     | 3                   | 10                  | 10                  | 10                  |                     |
| Такмичари                  | Малта                      | 3                 |                     |                     |                     |                     |                     |                     |                     |                     |                     |                     |                     |                     |                     |                     |                     | 2                   |                     |                     | 1                   |
| Такмичари                  | Србија                     | 37                | 1                   |                     |                     | 5                   |                     |                     | 3                   | 2                   | 4                   |                     |                     | 10                  |                     |                     | 6                   |                     | 1                   | 3                   | 2                   |
| Такмичари                  | Летонија                   | 34                |                     |                     | 1                   |                     | 1                   | 4                   | 6                   | 3                   | 3                   | 1                   | 4                   |                     | 2                   |                     |                     |                     |                     | 1                   | 8                   |
| Такмичари                  | Португал                   | 74                | 2                   |                     | 7                   | 4                   | 4                   | 1                   |                     | 12                  | 2                   | 5                   |                     | 5                   | 3                   | 2                   | 12                  | 3                   | 4                   | 2                   | 6                   |
| Такмичари                  | Ирска                      | 10                |                     | 1                   |                     | 3                   |                     |                     |                     |                     |                     |                     | 2                   |                     |                     | 3                   | 1                   |                     |                     |                     |                     |
| Такмичари                  | Хрватска                   | 76                | 5                   | 7                   | 2                   |                     | 3                   | 5                   |                     |                     | 6                   | 10                  |                     |                     | 12                  | 4                   | 5                   | 5                   | 5                   | 4                   | 3                   |
| Такмичари                  | Швајцарска                 | 97                | 4                   | 3                   | 8                   | 6                   | 7                   | 7                   | 7                   | 6                   | 8                   | 8                   | 5                   | 2                   | 1                   | 8                   |                     | 4                   | 8                   | 5                   |                     |
| Такмичари                  | Израел                     | 127               | 6                   | 8                   | 4                   | 8                   | 12                  | 6                   | 12                  | 8                   | 1                   | 2                   | 7                   | 7                   | 7                   | 5                   | 7                   |                     | 3                   | 12                  | 12                  |
| Такмичари                  | Молдавија                  | 109               | 12                  | 6                   | 3                   | 1                   |                     | 10                  | 4                   | 10                  | 7                   | 6                   | 12                  | 3                   | 4                   | 6                   | 2                   | 6                   | 6                   | 7                   | 4                   |
| Такмичари                  | Шведска                    | 135               | 3                   | 10                  | 12                  | 12                  | 10                  | 8                   | 10                  | 5                   | 5                   | 4                   | 8                   | 4                   | 6                   | 10                  | 8                   | 7                   |                     | 6                   | 7                   |
| Такмичари                  | Азербејџан                 | 4                 |                     | 2                   |                     |                     |                     |                     |                     |                     |                     |                     |                     | 1                   |                     |                     |                     | 1                   |                     |                     |                     |
| Такмичари                  | Чешка                      | 110               | 10                  | 5                   | 6                   | 2                   | 5                   | 3                   | 5                   | 4                   | 12                  | 7                   | 6                   | 8                   | 8                   | 7                   | 4                   | 10                  | 7                   |                     | 5                   |
| Такмичари                  | Холандија                  | 7                 |                     |                     |                     |                     | 2                   |                     | 1                   |                     |                     |                     | 1                   |                     |                     | 1                   |                     |                     | 2                   |                     |                     |
| Такмичари                  | Финска                     | 177               | 7                   | 12                  | 10                  | 7                   | 6                   | 12                  | 8                   | 7                   |                     | 12                  | 10                  | 12                  | 10                  | 12                  | 10                  | 12                  | 12                  | 8                   | 10                  |

#### 12 поена у првом полуфиналу
Табела испод садрже информације о додељивањима максималних 12 поена у првом полуфиналу.
| Број добијених 12 поена | Земље које добијају 12 поена | Земље које дају 12 поена                                |
| ----------------------- | ---------------------------- | ------------------------------------------------------- |
| 7                       | Финска                       | Израел Ирска Летонија Немачка Норвешка Хрватска Шведска |
| 4                       | Израел                       | Азербејџан Молдавија Чешка Остатак света                |
| 2                       | Молдавија                    | Италија Португал                                        |
| 2                       | Португал                     | Француска Швајцарска                                    |
| 2                       | Шведска                      | Малта Холандија                                         |
| 1                       | Хрватска                     | Србија                                                  |
| 1                       | Чешка                        | Финска                                                  |

### Резултати другог полуфинала
| Начин гласања: Жири Телегласање | Начин гласања: Жири Телегласање | Збиран број поена | Државе које гласају | Државе које гласају | Државе које гласају | Државе које гласају | Државе које гласају | Државе које гласају | Државе које гласају | Државе које гласају | Државе које гласају | Државе које гласају | Државе које гласају | Државе које гласају | Државе које гласају | Државе које гласају | Државе које гласају | Државе које гласају | Државе које гласају | Државе које гласају | Државе које гласају  | Државе које гласају |
| Начин гласања: Жири Телегласање | Начин гласања: Жири Телегласање | Збиран број поена | Украјина            | Сан Марино          | Аустрија            | Белгија             | Естонија            | Јерменија           | Пољска              | Румунија            | Исланд              | Кипар               | Аустралија          | Данска              | Шпанија             | Грузија             | Словенија           | Грчка               | Албанија            | Литванија           | Уједињено Краљевство | Остатак света       |
| Начин гласања: Жири Телегласање | Начин гласања: Жири Телегласање | Збиран број поена |                     |                     |                     |                     |                     |                     |                     |                     |                     |                     |                     |                     |                     |                     |                     |                     |                     |                     |                      |                     |
| Такмичари                       | Данска                          | 6                 |                     |                     |                     |                     |                     |                     |                     |                     | 6                   |                     |                     |                     |                     |                     |                     |                     |                     |                     |                      |                     |
| Такмичари                       | Јерменија                       | 99                | 3                   | 4                   | 4                   | 12                  | 3                   |                     | 5                   | 6                   |                     | 10                  | 2                   |                     | 10                  | 12                  | 1                   | 8                   | 8                   | 1                   |                      | 10                  |
| Такмичари                       | Румунија                        | 0                 |                     |                     |                     |                     |                     |                     |                     |                     |                     |                     |                     |                     |                     |                     |                     |                     |                     |                     |                      |                     |
| Такмичари                       | Естонија                        | 74                | 8                   | 10                  | 3                   | 2                   |                     | 6                   | 2                   | 5                   | 3                   | 3                   | 4                   | 1                   | 1                   | 2                   | 5                   | 3                   | 2                   | 10                  | 2                    | 2                   |
| Такмичари                       | Белгија                         | 90                | 1                   | 5                   | 12                  |                     | 4                   | 1                   | 3                   |                     | 7                   | 4                   | 7                   | 8                   | 8                   | 3                   | 7                   | 1                   | 3                   | 5                   | 6                    | 5                   |
| Такмичари                       | Кипар                           | 94                | 4                   | 1                   | 2                   | 4                   | 5                   | 10                  | 7                   | 4                   | 5                   |                     | 10                  | 4                   | 3                   | 5                   | 4                   | 12                  | 6                   | 4                   | 4                    |                     |
| Такмичари                       | Исланд                          | 44                |                     | 7                   | 1                   | 1                   | 2                   |                     |                     |                     |                     |                     | 5                   | 12                  |                     | 6                   | 3                   |                     | 1                   | 2                   | 1                    | 3                   |
| Такмичари                       | Грчка                           | 14                |                     |                     |                     |                     |                     | 2                   |                     |                     |                     | 12                  |                     |                     |                     |                     |                     |                     |                     |                     |                      |                     |
| Такмичари                       | Пољска                          | 124               | 12                  | 2                   | 7                   | 7                   | 8                   | 8                   |                     | 3                   | 10                  | 6                   |                     | 7                   | 4                   | 8                   | 8                   | 5                   | 7                   | 12                  | 10                   |                     |
| Такмичари                       | Словенија                       | 103               | 6                   |                     | 10                  | 3                   | 7                   | 5                   | 12                  | 12                  | 1                   | 2                   | 8                   | 2                   | 12                  | 1                   |                     | 2                   | 4                   | 7                   | 3                    | 6                   |
| Такмичари                       | Грузија                         | 33                | 2                   | 3                   |                     |                     | 1                   | 12                  | 1                   | 2                   |                     |                     | 1                   |                     |                     |                     |                     | 7                   |                     | 3                   |                      | 1                   |
| Такмичари                       | Сан Марино                      | 0                 |                     |                     |                     |                     |                     |                     |                     |                     |                     |                     |                     |                     |                     |                     |                     |                     |                     |                     |                      |                     |
| Такмичари                       | Аустрија                        | 137               | 5                   | 8                   |                     | 10                  | 6                   | 3                   | 10                  | 7                   | 8                   | 5                   | 12                  | 6                   | 6                   | 4                   | 10                  | 6                   | 10                  | 6                   | 7                    | 8                   |
| Такмичари                       | Албанија                        | 83                |                     |                     | 6                   | 8                   |                     | 7                   | 4                   | 8                   | 2                   | 1                   | 3                   | 3                   | 2                   |                     | 12                  | 10                  |                     |                     | 5                    | 12                  |
| Такмичари                       | Литванија                       | 110               | 10                  | 12                  | 5                   | 5                   | 10                  |                     | 6                   | 1                   | 4                   | 8                   | 6                   | 5                   | 5                   | 10                  | 2                   |                     | 5                   |                     | 12                   | 4                   |
| Такмичари                       | Аустралија                      | 149               | 7                   | 6                   | 8                   | 6                   | 12                  | 4                   | 8                   | 10                  | 12                  | 7                   |                     | 10                  | 7                   | 7                   | 6                   | 4                   | 12                  | 8                   | 8                    | 7                   |

#### 12 поена у другом полуфиналу
Табела испод садрже информације о додељивањима максималних 12 поена у другом полуфиналу.
| Број добијених 12 поена | Земље које добијају 12 поена | Земље које дају 12 поена              |
| ----------------------- | ---------------------------- | ------------------------------------- |
| 3                       | Аустралија                   | Албанија Естонија Исланд              |
| 3                       | Словенија                    | Пољска Румунија Шпанија               |
| 2                       | Албанија                     | Словенија Остатак света               |
| 2                       | Јерменија                    | Белгија Грузија                       |
| 2                       | Литванија                    | Сан Марино [ ј ] Уједињено Краљевство |
| 2                       | Пољска                       | Литванија Украјина                    |
| 1                       | Аустрија                     | Аустралија                            |
| 1                       | Белгија                      | Аустрија                              |
| 1                       | Грузија                      | Јерменија                             |
| 1                       | Грчка                        | Кипар                                 |
| 1                       | Кипар                        | Грчка                                 |
| 1                       | Исланд                       | Данска                                |

### Резултати финала
| Пласман | Комбиновано          | Комбиновано | Жири                 | Жири  | Телегласање          | Телегласање |
| Пласман | Држава               | Поени       | Држава               | Поени | Држава               | Поени       |
| ------- | -------------------- | ----------- | -------------------- | ----- | -------------------- | ----------- |
| 1.      | Шведска              | 583         | Шведска              | 340   | Финска               | 376         |
| 2.      | Финска               | 526         | Израел               | 177   | Шведска              | 243         |
| 3.      | Израел               | 362         | Италија              | 176   | Норвешка             | 216         |
| 4.      | Италија              | 350         | Финска               | 150   | Украјина             | 189         |
| 5.      | Норвешка             | 268         | Естонија             | 146   | Израел               | 185         |
| 6.      | Украјина             | 243         | Аустралија           | 130   | Италија              | 174         |
| 7.      | Белгија              | 182         | Белгија              | 127   | Хрватска             | 112         |
| 8.      | Естонија             | 168         | Аустрија             | 104   | Пољска               | 81          |
| 9.      | Аустралија           | 151         | Шпанија              | 95    | Молдавија            | 76          |
| 10.     | Чешка                | 129         | Чешка                | 94    | Албанија             | 59          |
| 11.     | Литванија            | 127         | Литванија            | 81    | Кипар                | 58          |
| 12.     | Кипар                | 126         | Јерменија            | 69    | Белгија              | 55          |
| 13.     | Хрватска             | 123         | Кипар                | 68    | Јерменија            | 53          |
| 14.     | Јерменија            | 122         | Швајцарска           | 61    | Француска            | 50          |
| 15.     | Аустрија             | 120         | Украјина             | 54    | Литванија            | 46          |
| 16.     | Француска            | 104         | Француска            | 54    | Словенија            | 45          |
| 17.     | Шпанија              | 100         | Норвешка             | 52    | Чешка                | 35          |
| 18.     | Молдавија            | 96          | Португал             | 43    | Швајцарска           | 31          |
| 19.     | Пољска               | 93          | Словенија            | 33    | Естонија             | 22          |
| 20.     | Швајцарска           | 92          | Молдавија            | 20    | Аустралија           | 21          |
| 21.     | Словенија            | 78          | Албанија             | 17    | Србија               | 16          |
| 22.     | Албанија             | 76          | Уједињено Краљевство | 15    | Аустрија             | 16          |
| 23.     | Португал             | 59          | Србија               | 14    | Португал             | 16          |
| 24.     | Србија               | 30          | Пољска               | 12    | Немачка              | 15          |
| 25.     | Уједињено Краљевство | 24          | Хрватска             | 11    | Уједињено Краљевство | 9           |
| 26.     | Немачка              | 18          | Немачка              | 3     | Шпанија              | 5           |

| Начин гласања: Жири Телегласање | Начин гласања: Жири Телегласање | Збиран број поена | Укупно поена жирија | Укупно поена теле | Државе које гласају | Државе које гласају | Државе које гласају | Државе које гласају | Државе које гласају | Државе које гласају | Државе које гласају | Државе које гласају | Државе које гласају | Државе које гласају | Државе које гласају | Државе које гласају | Државе које гласају | Државе које гласају | Државе које гласају | Државе које гласају | Државе које гласају | Државе које гласају | Државе које гласају | Државе које гласају | Државе које гласају | Државе које гласају | Државе које гласају | Државе које гласају | Државе које гласају | Државе које гласају | Државе које гласају | Државе које гласају | Државе које гласају | Државе које гласају | Државе које гласају | Државе које гласају | Државе које гласају | Државе које гласају | Државе које гласају | Државе које гласају | Државе које гласају  |
| Начин гласања: Жири Телегласање | Начин гласања: Жири Телегласање | Збиран број поена | Укупно поена жирија | Укупно поена теле | Украјина            | Италија             | Летонија            | Холандија           | Малта               | Молдавија           | Ирска               | Сан Марино          | Азербејџан          | Аустрија            | Француска           | Финска              | Белгија             | Немачка             | Португал            | Хрватска            | Естонија            | Јерменија           | Пољска              | Румунија            | Исланд              | Србија              | Кипар               | Норвешка            | Швајцарска          | Аустралија          | Данска              | Шпанија             | Израел              | Шведска             | Грузија             | Чешка               | Словенија           | Грчка               | Албанија            | Литванија           | Уједињено Краљевство |
| Начин гласања: Жири Телегласање | Начин гласања: Жири Телегласање | Збиран број поена |                     |                   |                     |                     |                     |                     |                     |                     |                     |                     |                     |                     |                     |                     |                     |                     |                     |                     |                     |                     |                     |                     |                     |                     |                     |                     |                     |                     |                     |                     |                     |                     |                     |                     |                     |                     |                     |                     |                      |
| Такмичари                       | Аустрија                        | 120               | 104                 | 16                |                     |                     |                     | 1                   | 1                   |                     |                     | 6                   |                     |                     | 10                  | 2                   | 12                  | 2                   |                     |                     |                     | 2                   |                     |                     | 8                   | 6                   | 10                  |                     | 7                   | 6                   | 7                   |                     | 6                   |                     |                     |                     | 3                   | 7                   |                     | 8                   |                      |
| Такмичари                       | Португал                        | 59                | 43                  | 16                |                     |                     |                     | 5                   | 3                   | 8                   |                     |                     |                     |                     | 5                   | 3                   |                     |                     |                     | 1                   |                     |                     |                     |                     |                     |                     |                     |                     |                     | 2                   |                     | 6                   |                     |                     |                     |                     |                     | 10                  |                     |                     |                      |
| Такмичари                       | Швајцарска                      | 92                | 61                  | 31                |                     | 4                   |                     | 6                   | 6                   |                     |                     |                     | 4                   | 4                   | 3                   | 10                  |                     |                     | 2                   |                     |                     |                     | 2                   |                     |                     |                     | 2                   | 2                   |                     |                     |                     |                     |                     | 6                   |                     |                     | 1                   | 2                   | 7                   |                     |                      |
| Такмичари                       | Пољска                          | 93                | 12                  | 81                | 6                   |                     |                     |                     |                     |                     |                     |                     |                     |                     |                     |                     | 2                   |                     |                     |                     |                     | 1                   |                     | 1                   |                     |                     |                     |                     |                     |                     |                     |                     | 2                   |                     |                     |                     |                     |                     |                     |                     |                      |
| Такмичари                       | Србија                          | 30                | 14                  | 16                |                     | 1                   |                     |                     |                     |                     |                     |                     |                     |                     |                     |                     |                     | 3                   | 4                   | 4                   |                     |                     |                     |                     | 1                   |                     |                     |                     |                     |                     |                     |                     |                     |                     |                     |                     |                     | 1                   |                     |                     |                      |
| Такмичари                       | Француска                       | 104               | 54                  | 50                |                     |                     |                     | 3                   |                     |                     | 5                   |                     |                     |                     |                     | 7                   | 1                   |                     |                     |                     |                     | 7                   |                     |                     |                     | 4                   |                     |                     |                     |                     | 6                   | 5                   |                     | 10                  |                     |                     |                     |                     |                     | 6                   |                      |
| Такмичари                       | Кипар                           | 126               | 68                  | 58                |                     |                     | 6                   |                     | 5                   | 4                   |                     |                     |                     | 2                   |                     | 1                   |                     |                     |                     |                     |                     | 5                   | 10                  | 6                   |                     |                     |                     | 7                   |                     | 3                   | 5                   |                     | 1                   | 1                   | 3                   |                     |                     | 4                   | 4                   | 1                   |                      |
| Такмичари                       | Шпанија                         | 100               | 95                  | 5                 |                     |                     | 8                   | 7                   |                     | 3                   |                     | 2                   | 7                   |                     |                     |                     | 6                   | 7                   | 10                  | 6                   | 2                   | 6                   |                     |                     | 3                   | 3                   | 6                   | 1                   | 3                   | 4                   |                     |                     |                     |                     |                     | 3                   | 2                   |                     | 1                   |                     | 5                    |
| Такмичари                       | Шведска                         | 583               | 340                 | 243               | 12                  | 8                   | 10                  | 12                  | 12                  | 12                  | 12                  | 4                   | 10                  | 10                  | 6                   | 12                  | 8                   | 12                  | 5                   | 10                  | 12                  | 10                  | 7                   | 10                  | 7                   | 5                   | 12                  | 10                  | 6                   | 7                   | 12                  | 12                  | 12                  |                     | 4                   | 10                  | 7                   | 6                   | 12                  | 12                  | 12                   |
| Такмичари                       | Албанија                        | 76                | 17                  | 59                |                     |                     |                     |                     |                     | 1                   |                     |                     | 8                   |                     |                     |                     |                     |                     |                     |                     |                     |                     |                     | 5                   |                     |                     |                     |                     |                     |                     |                     |                     |                     |                     |                     |                     |                     | 3                   |                     |                     |                      |
| Такмичари                       | Италија                         | 350               | 176                 | 174               | 2                   |                     | 3                   |                     | 10                  | 10                  |                     | 12                  | 6                   | 12                  | 2                   | 6                   | 7                   | 4                   |                     | 12                  | 5                   |                     | 6                   | 12                  |                     | 2                   | 5                   | 6                   | 8                   | 1                   |                     | 10                  |                     | 7                   | 8                   | 4                   | 12                  |                     | 2                   | 2                   |                      |
| Такмичари                       | Естонија                        | 168               | 146                 | 22                | 5                   | 6                   | 12                  |                     |                     | 7                   |                     | 10                  | 1                   |                     |                     |                     |                     | 10                  | 8                   | 3                   |                     |                     | 8                   | 8                   |                     |                     |                     |                     | 10                  | 8                   |                     | 7                   | 5                   | 2                   | 5                   | 2                   | 10                  |                     | 8                   | 5                   | 6                    |
| Такмичари                       | Финска                          | 526               | 150                 | 376               |                     |                     |                     | 10                  | 8                   |                     | 8                   |                     | 3                   | 8                   | 8                   |                     | 5                   |                     |                     | 7                   | 10                  | 8                   |                     |                     | 10                  | 7                   | 3                   | 12                  |                     | 5                   | 8                   | 1                   | 8                   | 12                  | 1                   | 5                   |                     |                     |                     | 3                   |                      |
| Такмичари                       | Чешка                           | 129               | 94                  | 35                | 7                   | 7                   |                     | 8                   |                     |                     | 3                   |                     |                     | 5                   | 4                   | 8                   | 3                   | 5                   | 7                   |                     |                     |                     |                     |                     | 6                   | 1                   | 1                   | 4                   | 12                  |                     |                     |                     | 4                   | 3                   |                     |                     | 6                   |                     |                     |                     |                      |
| Такмичари                       | Аустралија                      | 151               | 130                 | 21                | 8                   |                     |                     |                     |                     | 5                   | 4                   | 5                   | 5                   |                     |                     |                     | 4                   | 8                   | 12                  |                     | 8                   |                     | 4                   | 3                   | 12                  |                     | 8                   | 5                   | 2                   |                     | 2                   |                     |                     |                     | 2                   | 7                   | 4                   | 5                   | 3                   | 4                   | 10                   |
| Такмичари                       | Белгија                         | 182               | 127                 | 55                |                     | 2                   | 2                   | 4                   |                     |                     | 10                  | 7                   |                     | 3                   |                     | 5                   |                     |                     | 6                   |                     | 6                   |                     | 5                   | 2                   | 5                   |                     |                     |                     |                     | 12                  | 3                   | 4                   | 3                   |                     | 12                  |                     | 5                   | 12                  | 5                   | 7                   | 7                    |
| Такмичари                       | Јерменија                       | 122               | 69                  | 53                |                     | 5                   | 1                   |                     |                     | 2                   | 6                   |                     |                     | 1                   | 7                   |                     |                     |                     |                     |                     | 3                   |                     | 1                   |                     |                     |                     | 4                   |                     | 5                   |                     |                     | 3                   |                     |                     | 10                  | 8                   |                     |                     | 10                  |                     | 3                    |
| Такмичари                       | Молдавија                       | 96                | 20                  | 76                |                     |                     |                     |                     |                     |                     |                     | 3                   |                     |                     |                     |                     |                     |                     |                     | 2                   |                     |                     |                     | 7                   |                     |                     |                     | 8                   |                     |                     |                     |                     |                     |                     |                     |                     |                     |                     |                     |                     |                      |
| Такмичари                       | Украјина                        | 243               | 54                  | 189               |                     | 10                  | 4                   |                     |                     | 6                   |                     |                     | 2                   |                     | 1                   |                     |                     |                     |                     |                     | 7                   | 3                   |                     |                     |                     |                     |                     |                     |                     |                     |                     |                     | 7                   |                     |                     | 12                  |                     |                     |                     | 2                   |                      |
| Такмичари                       | Норвешка                        | 268               | 52                  | 216               |                     |                     |                     |                     | 2                   |                     |                     | 1                   |                     |                     |                     |                     |                     | 6                   | 1                   |                     |                     | 4                   |                     |                     | 4                   |                     |                     |                     | 4                   |                     | 10                  | 2                   | 10                  | 8                   |                     |                     |                     |                     |                     |                     |                      |
| Такмичари                       | Немачка                         | 18                | 3                   | 15                |                     |                     |                     |                     |                     |                     |                     |                     |                     |                     |                     |                     |                     |                     |                     |                     |                     |                     |                     |                     | 2                   |                     |                     |                     |                     |                     |                     |                     |                     |                     |                     | 1                   |                     |                     |                     |                     |                      |
| Такмичари                       | Литванија                       | 127               | 81                  | 46                | 10                  | 3                   | 7                   |                     | 4                   |                     | 1                   | 8                   |                     | 7                   |                     |                     |                     | 1                   |                     |                     | 1                   |                     | 3                   |                     |                     |                     |                     |                     |                     | 10                  | 4                   |                     |                     |                     | 6                   |                     | 8                   |                     |                     |                     | 8                    |
| Такмичари                       | Израел                          | 362               | 177                 | 185               | 1                   | 12                  | 5                   | 2                   | 7                   |                     | 7                   |                     | 12                  |                     | 12                  |                     | 10                  |                     |                     | 8                   | 4                   | 12                  | 12                  | 4                   |                     | 10                  | 7                   | 3                   | 1                   |                     |                     | 8                   |                     | 5                   | 7                   |                     |                     | 8                   | 6                   | 10                  | 4                    |
| Такмичари                       | Словенија                       | 78                | 33                  | 45                | 3                   |                     |                     |                     |                     |                     |                     |                     |                     | 6                   |                     |                     |                     |                     |                     | 5                   |                     |                     |                     |                     |                     | 12                  |                     |                     |                     |                     |                     |                     |                     |                     |                     | 6                   |                     |                     |                     |                     | 1                    |
| Такмичари                       | Хрватска                        | 123               | 11                  | 112               |                     |                     |                     |                     |                     |                     |                     |                     |                     |                     |                     |                     |                     |                     | 3                   |                     |                     |                     |                     |                     |                     | 8                   |                     |                     |                     |                     |                     |                     |                     |                     |                     |                     |                     |                     |                     |                     |                      |
| Такмичари                       | Уједињено Краљевство            | 24                | 15                  | 9                 | 4                   |                     |                     |                     |                     |                     | 2                   |                     |                     |                     |                     | 4                   |                     |                     |                     |                     |                     |                     |                     |                     |                     |                     |                     |                     |                     |                     | 1                   |                     |                     | 4                   |                     |                     |                     |                     |                     |                     |                      |

| Жири Телегласање | Жири Телегласање     | Збиран број поена | Укупно поена жирија | Укупно поена теле | Државе које гласају | Државе које гласају | Државе које гласају | Државе које гласају | Државе које гласају | Државе које гласају | Државе које гласају | Државе које гласају | Државе које гласају | Државе које гласају | Државе које гласају | Државе које гласају | Државе које гласају | Државе које гласају | Државе које гласају | Државе које гласају | Државе које гласају | Државе које гласају | Државе које гласају | Државе које гласају | Државе које гласају | Државе које гласају | Државе које гласају | Државе које гласају | Државе које гласају | Државе које гласају | Државе које гласају | Државе које гласају | Државе које гласају | Државе које гласају | Државе које гласају | Државе које гласају | Државе које гласају | Државе које гласају | Државе које гласају | Државе које гласају | Државе које гласају  | Државе које гласају |
| Жири Телегласање | Жири Телегласање     | Збиран број поена | Укупно поена жирија | Укупно поена теле | Украјина            | Италија             | Летонија            | Холандија           | Малта               | Молдавија           | Ирска               | Сан Марино          | Азербејџан          | Аустрија            | Француска           | Финска              | Белгија             | Немачка             | Португал            | Хрватска            | Естонија            | Јерменија           | Пољска              | Румунија            | Исланд              | Србија              | Кипар               | Норвешка            | Швајцарска          | Аустралија          | Данска              | Шпанија             | Израел              | Шведска             | Грузија             | Чешка               | Словенија           | Грчка               | Албанија            | Литванија           | Уједињено Краљевство | Остатак света       |
| Жири Телегласање | Жири Телегласање     | Збиран број поена |                     |                   |                     |                     |                     |                     |                     |                     |                     |                     |                     |                     |                     |                     |                     |                     |                     |                     |                     |                     |                     |                     |                     |                     |                     |                     |                     |                     |                     |                     |                     |                     |                     |                     |                     |                     |                     |                     |                      |                     |
| Такмичари        | Аустрија             | 120               | 104                 | 16                |                     |                     |                     | 4                   |                     |                     |                     |                     |                     |                     |                     | 2                   |                     |                     |                     |                     |                     |                     |                     |                     |                     | 3                   |                     |                     |                     | 7                   |                     |                     |                     |                     |                     |                     |                     |                     |                     |                     |                      |                     |
| Такмичари        | Португал             | 59                | 43                  | 16                |                     |                     |                     |                     |                     |                     |                     |                     |                     |                     | 5                   |                     |                     |                     |                     |                     |                     |                     |                     |                     |                     |                     |                     |                     | 7                   |                     |                     | 4                   |                     |                     |                     |                     |                     |                     |                     |                     |                      |                     |
| Такмичари        | Швајцарска           | 92                | 61                  | 31                |                     | 1                   |                     |                     |                     |                     |                     |                     | 1                   | 2                   |                     | 1                   |                     | 3                   |                     |                     | 4                   | 2                   |                     |                     |                     |                     |                     | 5                   |                     |                     | 4                   |                     |                     | 8                   |                     |                     |                     |                     |                     |                     |                      |                     |
| Такмичари        | Пољска               | 93                | 12                  | 81                | 12                  |                     |                     | 2                   |                     | 4                   | 8                   | 1                   |                     |                     |                     |                     | 4                   | 4                   |                     |                     | 3                   | 5                   |                     |                     | 7                   |                     | 2                   | 6                   |                     |                     | 5                   |                     |                     |                     |                     |                     | 1                   |                     | 1                   | 8                   | 8                    |                     |
| Такмичари        | Србија               | 30                | 14                  | 16                |                     |                     |                     |                     | 2                   |                     |                     |                     |                     |                     |                     |                     |                     |                     |                     | 7                   |                     |                     |                     |                     |                     |                     |                     |                     | 1                   |                     |                     |                     |                     |                     |                     |                     | 6                   |                     |                     |                     |                      |                     |
| Такмичари        | Француска            | 104               | 54                  | 50                |                     |                     |                     |                     | 1                   |                     |                     |                     |                     |                     |                     |                     | 2                   |                     | 2                   |                     |                     | 10                  |                     | 3                   | 4                   | 1                   | 3                   | 8                   |                     | 2                   |                     |                     | 1                   | 2                   |                     |                     | 3                   | 3                   | 3                   | 1                   |                      | 1                   |
| Такмичари        | Кипар                | 126               | 68                  | 58                |                     |                     |                     |                     |                     | 3                   |                     | 5                   | 6                   |                     |                     |                     |                     |                     |                     |                     |                     | 8                   | 4                   | 1                   |                     |                     |                     | 2                   |                     | 8                   | 2                   |                     |                     |                     |                     |                     |                     | 12                  | 7                   |                     |                      |                     |
| Такмичари        | Шпанија              | 100               | 95                  | 5                 |                     |                     |                     |                     |                     |                     |                     |                     |                     |                     |                     |                     |                     |                     | 3                   |                     |                     |                     |                     |                     |                     |                     |                     |                     |                     |                     |                     |                     |                     |                     |                     |                     |                     |                     |                     |                     |                      | 2                   |
| Такмичари        | Шведска              | 583               | 340                 | 243               | 3                   | 3                   | 8                   | 8                   | 10                  | 8                   | 6                   | 8                   | 10                  | 4                   | 3                   |                     | 10                  | 1                   | 7                   | 2                   | 10                  | 7                   | 7                   | 8                   | 10                  | 6                   | 8                   | 10                  | 5                   | 10                  | 8                   | 5                   | 4                   |                     | 7                   | 6                   | 4                   | 8                   | 10                  | 7                   | 5                    | 7                   |
| Такмичари        | Албанија             | 76                | 17                  | 59                |                     | 7                   |                     |                     | 3                   |                     |                     |                     |                     | 3                   |                     |                     | 3                   | 8                   |                     | 6                   |                     |                     |                     |                     |                     |                     |                     |                     | 12                  |                     |                     |                     |                     |                     |                     |                     | 7                   | 4                   |                     |                     |                      | 6                   |
| Такмичари        | Италија              | 350               | 176                 | 174               |                     |                     |                     | 3                   | 12                  | 5                   |                     | 7                   | 4                   | 8                   | 7                   |                     | 7                   | 10                  | 6                   | 8                   | 2                   | 3                   |                     | 7                   | 1                   | 2                   | 6                   | 7                   | 10                  |                     | 3                   | 6                   | 7                   | 6                   | 5                   | 1                   | 8                   | 5                   | 12                  | 6                   |                      |                     |
| Такмичари        | Естонија             | 168               | 146                 | 22                |                     |                     | 6                   | 5                   |                     |                     |                     |                     |                     |                     |                     | 6                   |                     |                     |                     |                     |                     |                     |                     |                     |                     |                     |                     |                     |                     |                     |                     |                     |                     |                     |                     |                     |                     |                     |                     | 5                   |                      |                     |
| Такмичари        | Финска               | 526               | 150                 | 376               | 10                  | 6                   | 12                  | 12                  | 8                   | 7                   | 12                  | 12                  | 8                   | 12                  | 6                   |                     | 12                  | 12                  | 10                  | 10                  | 12                  | 6                   | 10                  | 10                  | 12                  | 12                  | 7                   | 12                  | 8                   | 12                  | 12                  | 12                  | 12                  | 12                  | 8                   | 10                  | 10                  | 10                  | 6                   | 12                  | 12                   | 10                  |
| Такмичари        | Чешка                | 129               | 94                  | 35                | 2                   | 2                   | 1                   |                     |                     | 1                   |                     |                     | 3                   |                     |                     | 10                  |                     |                     |                     | 3                   |                     |                     | 3                   |                     |                     | 4                   |                     |                     |                     |                     |                     |                     | 2                   | 3                   |                     |                     |                     | 1                   |                     |                     |                      |                     |
| Такмичари        | Аустралија           | 151               | 130                 | 21                |                     |                     |                     | 1                   |                     |                     |                     |                     |                     |                     |                     | 8                   |                     |                     |                     |                     | 6                   |                     |                     |                     | 3                   |                     |                     |                     |                     |                     |                     |                     |                     | 1                   |                     |                     |                     |                     |                     |                     | 2                    |                     |
| Такмичари        | Белгија              | 182               | 127                 | 55                |                     |                     |                     | 10                  |                     |                     | 3                   |                     |                     |                     | 2                   |                     |                     | 2                   | 1                   |                     |                     |                     |                     |                     | 6                   |                     |                     | 4                   |                     | 3                   | 6                   | 3                   |                     | 7                   |                     |                     | 2                   |                     |                     |                     | 6                    |                     |
| Такмичари        | Јерменија            | 122               | 69                  | 53                |                     |                     |                     |                     |                     | 2                   |                     |                     |                     |                     | 12                  |                     | 6                   |                     |                     |                     |                     |                     |                     |                     |                     |                     | 4                   |                     |                     |                     |                     | 2                   | 3                   |                     | 12                  | 2                   |                     | 2                   |                     |                     |                      | 8                   |
| Такмичари        | Молдавија            | 96                | 20                  | 76                | 6                   | 12                  |                     |                     |                     |                     | 4                   | 3                   |                     |                     | 8                   | 3                   |                     |                     | 8                   | 1                   |                     |                     |                     | 12                  |                     |                     | 1                   |                     |                     |                     | 1                   | 1                   | 5                   |                     | 3                   | 5                   |                     |                     |                     | 2                   | 1                    |                     |
| Такмичари        | Украјина             | 243               | 54                  | 189               |                     | 8                   | 7                   |                     | 5                   | 12                  | 7                   | 6                   | 7                   | 5                   | 4                   |                     | 1                   | 7                   | 12                  |                     | 8                   | 1                   | 12                  | 4                   | 2                   |                     | 10                  | 1                   |                     |                     | 7                   | 10                  | 8                   | 4                   | 10                  | 12                  |                     |                     |                     | 10                  | 4                    | 5                   |
| Такмичари        | Норвешка             | 268               | 52                  | 216               | 7                   | 10                  | 3                   | 7                   | 7                   | 6                   | 5                   | 4                   | 2                   | 7                   | 1                   | 12                  | 8                   | 5                   | 4                   | 5                   | 7                   | 4                   | 8                   | 5                   | 8                   | 5                   | 5                   |                     | 2                   | 6                   | 10                  | 8                   | 10                  | 10                  | 2                   | 7                   | 5                   | 6                   | 4                   |                     | 7                    | 4                   |
| Такмичари        | Немачка              | 18                | 3                   | 15                |                     |                     |                     |                     |                     |                     |                     |                     |                     | 6                   |                     | 5                   |                     |                     |                     |                     |                     |                     |                     |                     |                     |                     |                     |                     | 4                   |                     |                     |                     |                     |                     |                     |                     |                     |                     |                     |                     |                      |                     |
| Такмичари        | Литванија            | 127               | 81                  | 46                | 4                   |                     | 10                  |                     |                     |                     | 10                  | 2                   |                     |                     |                     |                     |                     |                     |                     |                     | 5                   |                     | 1                   |                     |                     |                     |                     |                     |                     |                     |                     |                     |                     |                     | 4                   |                     |                     |                     |                     |                     | 10                   |                     |
| Такмичари        | Израел               | 362               | 177                 | 185               | 1                   | 5                   | 5                   | 6                   | 6                   | 10                  | 1                   | 10                  | 12                  | 1                   | 10                  |                     | 5                   |                     | 5                   | 4                   |                     | 12                  | 5                   | 6                   |                     | 7                   | 12                  | 3                   | 3                   | 5                   |                     | 7                   |                     |                     | 6                   | 8                   |                     | 7                   | 5                   | 3                   | 3                    | 12                  |
| Такмичари        | Словенија            | 78                | 33                  | 45                |                     |                     | 2                   |                     |                     |                     |                     |                     | 5                   |                     |                     | 7                   |                     |                     |                     | 12                  | 1                   |                     | 2                   | 2                   |                     | 8                   |                     |                     |                     | 1                   |                     |                     |                     |                     |                     | 3                   |                     |                     | 2                   |                     |                      |                     |
| Такмичари        | Хрватска             | 123               | 11                  | 112               | 8                   | 4                   | 4                   |                     |                     |                     | 2                   |                     |                     | 10                  |                     | 4                   |                     | 6                   |                     |                     |                     |                     | 6                   |                     | 5                   | 10                  |                     |                     | 6                   | 4                   |                     |                     | 6                   | 5                   | 1                   | 4                   | 12                  |                     | 8                   | 4                   |                      | 3                   |
| Такмичари        | Уједињено Краљевство | 24                | 15                  | 9                 | 5                   |                     |                     |                     | 4                   |                     |                     |                     |                     |                     |                     |                     |                     |                     |                     |                     |                     |                     |                     |                     |                     |                     |                     |                     |                     |                     |                     |                     |                     |                     |                     |                     |                     |                     |                     |                     |                      |                     |

#### 12 поена у финалу
Табеле испод садрже информације о додељивањима максималних 12 поена у финалу. Земље у трећој колони чија су имена подебљана доделиле су 24 поена (максималних 12 поена жирија и максималних 12 поена телегласања) истој држави.
| Број добијених 12 поена | Земље које добијају 12 поена | Земље које дају 12 поена |
| ----------------------- | ---------------------------- | --- |
| 15                      | Шведска                      | Албанија Данска Естонија Израел Ирска Кипар Литванија Малта Молдавија Немачка Уједињено Краљевство Украјина Финска Холандија Шпанија |
| 5                       | Израел                       | Азербејџан Италија Јерменија Пољска Француска                                                                                        |
| 5                       | Италија                      | Аустрија Румунија Сан Марино Словенија Хрватска                                                                                      |
| 3                       | Белгија                      | Аустралија Грузија Грчка |
| 2                       | Аустралија                   | Исланд Португал |
| 2                       | Финска                       | Норвешка Шведска |
| 1                       | Аустрија                     | Белгија |
| 1                       | Естонија                     | Летонија |
| 1                       | Словенија                    | Србија |
| 1                       | Украјина                     | Чешка |
| 1                       | Чешка                        | Швајцарска |

| Број добијених 12 поена | Земље које добијају 12 поена | Земље које дају 12 поена |
| ----------------------- | ---------------------------- | --- |
| 18                      | Финска                       | Аустралија Аустрија Белгија Данска Естонија Израел Ирска Исланд Летонија Литванија Немачка Норвешка Сан Марино Србија Уједињено Краљевство Холандија Шведска Шпанија |
| 4                       | Израел                       | Азербејџан Јерменија Кипар Остатак света |
| 4                       | Украјина                     | Молдавија Пољска Португал Чешка |
| 2                       | Италија                      | Албанија Малта |
| 2                       | Јерменија                    | Грузија Француска |
| 2                       | Молдавија                    | Италија Румунија |
| 1                       | Албанија                     | Швајцарска |
| 1                       | Кипар                        | Грчка |
| 1                       | Норвешка                     | Финска |
| 1                       | Пољска                       | Украјина |
| 1                       | Словенија                    | Хрватска |
| 1                       | Хрватска                     | Словенија |

## Међународни преноси и презентери

### Презентери резултата жирија
Редослед презентовања гласова жирија је објављен на дан финала.
1. Украјина — Злата Огњевич (украјинска представница 2013)
2. Италија — Казе
3. Летонија — Јанис Петерсонс
4. Холандија — S10 (холандска представница 2022)
5. Малта — Рајан Хили
6. Молдавија — Доина Стимповсчи
7. Ирска — Нијам Каванаг (ирска представница 1993. и 2010; победница 1993)
8. Сан Марино — Џон Кенеди О'Конор
9. Азербејџан — Нармин Салманова
10. Аустрија — Филип Ханза
11. Француска — Ангун (француска представница 2012)
12. Финска — Bess
13. Белгија — Барт Канаертс
14. Немачка — Елтон
15. Португалија — Маро (португалска представница 2022)
16. Хрватска — Маја Цигленечки
17. Естонија — Рагнар Клаван
18. Јерменија — Малена (победница дечје песме Евровизије 2021.)
19. Пољска — Ида Новаковска (водитељка дечје песме Евровизије 2019. и дечје песме Евровизије 2020)
20. Румунија — Еда Маркус
21. Исланд — Ејнар Стефансон
22. Србија — Драгана Косјерина
23. Кипар — Лукас Хамацос
24. Норвешка — Бен Адамс
25. Швајцарска — Кјара Дубеј
26. Аустралија — Кетрин Мартин
27. Данска — Тина Милер
28. Шпанија — Рут Лоренцо (шпанска представница 2014)
29. Израел — Иланит (израелска представница 1973. и 1977)
30. Шведска — Фарах Абади
31. Грузија — Арчил Сулаквелидзе
32. Чешка — Радка Росицка
33. Словенија — Мелани Мекицар
34. Грчка — Фотис Сергулопулос
35. Албанија — Андри Џаху
36. Литванија — Моника Љу (литванска представница 2022)
37. Уједињено Краљевство — Кетрин Тејт

### Преноси и коментатори
Све земље учеснице могу да имају коментатора на лицу места или на даљину који пружају гледаоцима податке, као и информације везане за гласање гледаоцима из своје државе. Иако сви емитери морају да прикажу полуфинале у којем учествују или гласају као и финале, скоро сви емитери емитују све три такмичарске вечери. Такође, неки емитери који не учествују такође емитују такмичење. Европска радиодифузна унија такође обезбеђује пренос оба полуфинала и финала кроз свој званични YouTube канал Песме Евровизије, као и преко TikTok-а. ЕБУ је дала извештај да је такмичење уживо на телевизији пратило 162 милиона гледалаца што је за 1 милион више у односу на 2022. годину. Онлајн преносе је гледало 15.6 милиона људи.
На почетку преноса првог полуфинала су се десиле техничке потешкоће, те су коментатори већине земаља изгубили везу са својим емитерима на око 15 минута.
| Држава               | Емитер                             | Пренос                                         | Вечери                                                                                               | Коментатори                                                  | Реф.                                    |
| -------------------- | ---------------------------------- | ---------------------------------------------- | --- | ------------------------------------------------------------ | --------------------------------------- |
| Азербејџан           | ИТВ                                | ИТВ                                            | Све вечери                                                                                           | Азер Силејманли                                              | [ 145 ]                                 |
| Албанија             | РТШ                                | , RTSH Muzikë,                                 | Све вечери                                                                                           | Андри Џаху                                                   | [ 146 ]                                 |
| Аустралија           | СБС                                |                                                | Све вечери                                                                                           | Мис Вархурст и Џоел Криси                                    | [ 147 ] [ 148 ] [ 149 ]                 |
| Аустрија             | ОРФ                                |                                                | Све вечери                                                                                           | Енди Кнол                                                    | [ 150 ] [ 151 ] [ 152 ]                 |
| Аустрија             | ОРФ                                |                                                | Финале                                                                                               | Јан Бехерман and Оли Шулц                                    | [ 153 ] [ 154 ]                         |
| Белгија              | ВРТ                                |                                                | Све вечери                                                                                           | Петер ван де Вејре                                           | [ 155 ] [ 156 ]                         |
| Белгија              | ВРТ                                | Radio 2                                        | Финале                                                                                               | Петер ван де Вејре                                           | [ 155 ] [ 156 ]                         |
| Белгија              | RTBF                               | Tipik                                          | Прво полуфинале                                                                                      | Жан-Луј Лахај и Морин Лојс                                   | [ 157 ] [ 158 ] [ 159 ]                 |
| Белгија              | RTBF                               | La Une                                         | Друго полуфинале и финале                                                                            | Жан-Луј Лахај и Морин Лојс                                   | [ 157 ] [ 158 ] [ 159 ]                 |
| Грузија              |                                    |                                                | Све вечери                                                                                           | Ника Лобиладзе                                               | [ 160 ] [ 161 ]                         |
| Грчка                |                                    |                                                | Све вечери                                                                                           | Марија Козаку и Џени Мелита                                  | [ 162 ] [ 163 ] [ 164 ] [ 165 ]         |
| Грчка                | Deftero Programma                  | Димитрис Меиданис, Марија Козаку и Џени Мелита | Све вечери                                                                                           |                                                              | [ 162 ] [ 163 ] [ 164 ] [ 165 ]         |
| Данска               | ДР                                 |                                                | Све вечери                                                                                           | Николај Молбеч                                               | [ 166 ]                                 |
| Естонија             |                                    |                                                | Све вечери                                                                                           | Марко Рејкоп                                                 | [ 167 ] [ 168 ]                         |
| Естонија             | Александр Хоботов и Јулуја Календа |                                                | Све вечери                                                                                           |                                                              | [ 167 ] [ 168 ]                         |
| Естонија             |                                    | Финале                                         | знаковни језик: разни рукозборци                                                                     |                                                              | [ 167 ] [ 168 ]                         |
| Израел               | ИПБК/Кан                           |                                                | Све вечери                                                                                           | Асаф Либерман and Акива Новик                                | [ 169 ] [ 170 ] [ 171 ]                 |
| Израел               | ИПБК/Кан                           | Финале                                         | Дорон Медали                                                                                         |                                                              | [ 169 ] [ 170 ] [ 171 ]                 |
| Ирска                | РТЕ                                |                                                | Прво полуфинале и финале                                                                             | Марти Велан                                                  | [ 172 ] [ 173 ] [ 174 ]                 |
| Ирска                | РТЕ                                | Друго полуфинале                               | | Марти Велан                                                  | [ 172 ] [ 173 ] [ 174 ]                 |
| Исланд               | РУВ                                |                                                | Све вечери                                                                                           | Гисли Мартеин Балдурсон                                      | [ 175 ] [ 176 ]                         |
| Исланд               | РУВ                                | знаковни језик: разни рукозборци               | Све вечери                                                                                           |                                                              | [ 175 ] [ 176 ]                         |
| Италија              | Раи                                |                                                | Полуфинала                                                                                           | Габријеле Корси и Мара Мајончи                               | [ 177 ] [ 178 ] [ 179 ] [ 180 ] [ 181 ] |
| Италија              | Раи                                | Финале                                         | | Габријеле Корси и Мара Мајончи                               | [ 177 ] [ 178 ] [ 179 ] [ 180 ] [ 181 ] |
| Италија              | Раи                                |                                                | Све вечери                                                                                           | Мариолина Симон, Дилета Парлангели и Саверио Раимондо        | [ 177 ] [ 178 ] [ 179 ] [ 180 ] [ 181 ] |
| Јерменија            |                                    | Armenia 1                                      | Све вечери                                                                                           | Храчухи Утмазјан и Хамлер Аракељан                           | [ 182 ] [ 183 ]                         |
| Кипар                |                                    |                                                | Све вечери                                                                                           | Мелина Карагеоргију и Александрос Тарамунтас                 | [ 184 ] [ 185 ]                         |
| Летонија             | ЛТВ                                |                                                | Све вечери                                                                                           | Томс Гревинш                                                 | [ 186 ]                                 |
| Летонија             | ЛТВ                                | Финале                                         | Томс Гревинш и Лаурис Реиникс                                                                        |                                                              | [ 186 ]                                 |
| Литванија            | ЛРТ                                |                                                | Све вечери                                                                                           | Рамунас Зилнис                                               | [ 187 ]                                 |
| Малта                | ПБС                                |                                                | Све вечери                                                                                           | Без коментатора                                              | [ 188 ] [ 189 ]                         |
| Молдавија            | ТРМ                                |                                                | Све вечери                                                                                           | Ион Јалба                                                    | [ 190 ]                                 |
| Немачка              |                                    | One                                            | Све вечери                                                                                           | Петер Урбан                                                  | [ 191 ] [ 192 ] [ 193 ] [ 194 ] [ 195 ] |
| Немачка              | Das Erste                          | Финале                                         | | Петер Урбан                                                  | [ 191 ] [ 192 ] [ 193 ] [ 194 ] [ 195 ] |
| Немачка              | Deutsche Welle                     | Финале                                         | DW Deutsch, DW Deutsch+                                                                              | Петер Урбан                                                  | [ 195 ] [ 196 ]                         |
| Норвешка             | НРК                                |                                                | Све вечери                                                                                           | Марте Стокстад                                               | [ 197 ] [ 198 ]                         |
| Пољска               | ТВП                                | , TVP Polonia                                  | Све вечери                                                                                           | Александер Сикора и Марек Сијероцки                          | [ 199 ] [ 200 ] [ 201 ]                 |
| Португал             | РТП                                | , RTP Internacional, RTP África                | Све вечери                                                                                           | Жозе Карлош Малато и Нуно Галопим                            | [ 202 ] [ 203 ] [ 204 ] [ 205 ]         |
| Румунија             | ТВР                                |                                                | Све вечери                                                                                           | Богдан Станеску и Кири Мендел                                | [ 206 ]                                 |
| Сан Марино           |                                    | ,                                              | Све вечери                                                                                           | Лија Фјорио и Ђиђи Рестиво                                   | [ 207 ]                                 |
| Словенија            | РТВ СЛО                            | ТВ СЛО 2                                       | Полуфинала                                                                                           | Андреј Хофер                                                 | [ 208 ] [ 209 ] [ 210 ] [ 211 ] [ 212 ] |
| Словенија            | РТВ СЛО                            | ТВ СЛО 1                                       | Финале                                                                                               | Андреј Хофер                                                 | [ 208 ] [ 209 ] [ 210 ] [ 211 ] [ 212 ] |
| Словенија            | РТВ СЛО                            | Радио Вал 202, Радио Марибор                   | Друго полуфинале и финале                                                                            | Маја Степанчић, Маруша Керец и Неја Јерант                   | [ 208 ] [ 209 ] [ 210 ] [ 211 ] [ 212 ] |
| Србија               | РТС                                | РТС Свет                                       | Све вечери                                                                                           | Душка Вучинић                                                | [ 213 ] [ 214 ]                         |
| Србија               | РТС                                | РТС 3                                          | Полуфинала                                                                                           | Душка Вучинић                                                | [ 213 ] [ 214 ]                         |
| Србија               | РТС                                | РТС 1                                          | Финале                                                                                               | Душка Вучинић                                                | [ 213 ] [ 214 ]                         |
| Уједињено Краљевство | ББЦ                                | BBC One                                        | Полуфинала                                                                                           | Скот Милс и Рајлан Кларк                                     | [ 119 ] [ 215 ] [ 216 ] [ 217 ] [ 218 ] |
| Уједињено Краљевство | ББЦ                                | BBC One                                        | Финале                                                                                               | Грејам Нортон и Мел Гједројс                                 | [ 119 ] [ 215 ] [ 216 ] [ 217 ] [ 218 ] |
| Уједињено Краљевство | ББЦ                                | BBC iPlayer                                    | Финале                                                                                               | знаковни језик: разни рукозборци                             | [ 119 ] [ 215 ] [ 216 ] [ 217 ] [ 218 ] |
| Уједињено Краљевство | ББЦ                                | BBC Radio 2, BBC Radio Merseyside              | Полуфинала                                                                                           | Педи О Конел                                                 | [ 119 ] [ 215 ] [ 216 ] [ 217 ] [ 218 ] |
| Уједињено Краљевство | ББЦ                                | BBC Radio 2                                    | Финале                                                                                               | Скот Милс и Рајан Кларк                                      | [ 119 ] [ 215 ] [ 216 ] [ 217 ] [ 218 ] |
| Уједињено Краљевство | ББЦ                                | BBC Radio Merseyside                           | Финале                                                                                               | Клер Свини и Пол Квин                                        | [ 119 ] [ 215 ] [ 216 ] [ 217 ] [ 218 ] |
| Украјина             | Суспиљне                           | Суспільне Культура                             | Све вечери                                                                                           | Тимур Мирошниченко                                           | [ 219 ] [ 220 ]                         |
| Украјина             | Суспиљне                           | Радіо Промінь                                  | Све вечери                                                                                           | Тимур Мирошниченко                                           | [ 219 ] [ 220 ]                         |
| Финска               |                                    |                                                | Све вечери                                                                                           | Мико Силвенојнен                                             | [ 221 ]                                 |
| Финска               | Yle Radio Suomi                    | Сана Пиркалајнен                               | Све вечери                                                                                           | [ 221 ] [ 222 ] [ 223 ] [ 224 ]                              |                                         |
| Финска               | Yle X3M                            | Ева Франц и Јохан Линдрус                      | Све вечери                                                                                           | [ 221 ] [ 222 ] [ 223 ] [ 224 ]                              |                                         |
| Финска               |                                    | Прво полуфинале и финале                       | Сини Лајтинен                                                                                        | [ 221 ] [ 222 ] [ 223 ] [ 224 ]                              |                                         |
| Финска               | Yle Areena                         | Све вечери                                     | - шведски: Ева Франц и Јохан Линдрус - инарсколапонски: Хели Хуовинен - севернолапонски: Аслак Палто | [ 221 ]                                                      |                                         |
| Финска               | Yle Areena                         | Прво полуфинале и финале                       | - руски: Леван Твалтвадзе - украјински: Гаљна Сергејева                                              | [ 221 ]                                                      |                                         |
| Француска            | Француска телевизија               | Culturebox                                     | Полуфинала                                                                                           | Ангун и Андре Манукијан                                      | [ 225 ] [ 226 ] [ 227 ]                 |
| Француска            | Француска телевизија               | France 2                                       | Финале                                                                                               | Лоренс Боколини и Стефан Берн                                | [ 225 ] [ 226 ] [ 227 ]                 |
| Холандија            |                                    |                                                | Све вечери                                                                                           | Корналд Мас и Јан Смит                                       | [ 228 ] [ 229 ] [ 230 ] [ 231 ]         |
| Холандија            |                                    | Финале                                         | Воутер ван дер Гос и Франк ван д Хоф                                                                 |                                                              | [ 228 ] [ 229 ] [ 230 ] [ 231 ]         |
| Хрватска             | ХРТ                                | ХРТ 1                                          | Све вечери                                                                                           | Душко Ћурлић                                                 | [ 232 ]                                 |
| Чешка                | ЧТ                                 |                                                | Све вечери                                                                                           | Јан Максијан                                                 | [ 233 ] [ 234 ] [ 235 ] [ 236 ]         |
| Швајцарска           | СРГ ССР                            | SRF zwei                                       | Полуфинала                                                                                           | немачки: Свен Епинеј                                         | [ 237 ] [ 238 ] [ 239 ] [ 240 ]         |
| Швајцарска           | СРГ ССР                            | Финале                                         | | немачки: Свен Епинеј                                         | [ 237 ] [ 238 ] [ 239 ] [ 240 ]         |
| Швајцарска           | СРГ ССР                            |                                                | Полуфинала                                                                                           | француски: Жан-Марк Ричард, Николас Танер и Присила Формаз   | [ 241 ] [ 242 ]                         |
| Швајцарска           | СРГ ССР                            | Финале                                         | | француски: Жан-Марк Ричард, Николас Танер и Присила Формаз   | [ 241 ] [ 242 ]                         |
| Швајцарска           | СРГ ССР                            | RSI La 2                                       | Полуфинала                                                                                           | италијански: Елис Кавалини и Ђан-Андреа Коста                | [ 243 ] [ 244 ] [ 245 ] [ 246 ]         |
| Швајцарска           | СРГ ССР                            | RSI La 1                                       | Финале                                                                                               | италијански: Елис Кавалини и Ђан-Андреа Коста                | [ 243 ] [ 244 ] [ 245 ] [ 246 ]         |
| Шведска              | СВТ                                |                                                | Све вечери                                                                                           | Едвард аф Силен                                              | [ 247 ] [ 248 ]                         |
| Шведска              | СВТ                                | Финале                                         | Монс Селмерлев                                                                                       |                                                              | [ 247 ] [ 248 ]                         |
| Шведска              |                                    |                                                | Све вечери                                                                                           | Каролина Норен                                               | [ 249 ] [ 250 ]                         |
| Шпанија              | РТВЕ                               | La 2                                           | Прво полуфинале                                                                                      | Тони Агиљар и Хулија Варела                                  | [ 251 ] [ 252 ] [ 253 ] [ 254 ]         |
| Шпанија              | РТВЕ                               | La 1                                           | Друго полуфинале и финале                                                                            | Тони Агиљар и Хулија Варела                                  | [ 251 ] [ 252 ] [ 253 ] [ 254 ]         |
| Шпанија              | РТВЕ                               | TVE Internacional                              | Све вечери                                                                                           | Тони Агиљар и Хулија Варела                                  | [ 251 ] [ 252 ] [ 253 ] [ 254 ]         |
| Шпанија              | РТВЕ                               | Radio Nacional                                 | Финале                                                                                               | Давид Асенсио, Иманол Дуран, Ирена Вакеро и Ангела Фернандес | [ 251 ] [ 252 ] [ 253 ] [ 254 ]         |

| Држава             | Емитер   | Пренос   | Вечери     | Коментатори                                                  | Реф                             |
| ------------------ | -------- | -------- | ---------- | ------------------------------------------------------------ | ------------------------------- |
| Косово             | РТК      | РТК1     | Све вечери | Јета Читаку и Јлбер Асланај                                  | [ 255 ] [ 256 ] [ 257 ] [ 258 ] |
| САД                |          | Peacock  | Све вечери | Џони Вир                                                     | [ 259 ] [ 260 ]                 |
| Северна Македонија | МРТ      | МРТ 1    | Све вечери | Александра Јовановска и Ели Танасковска                      | [ 261 ] [ 262 ] [ 263 ]         |
| Словачка           |          |          | Финале     | Даније Балаж, Луција Хаверлик, Павол Хубинак и Јурај Маличек | [ 264 ] [ 265 ] [ 266 ]         |
| Фарска Острва      |          |          | Све вечери | дански: Николај Молбеч                                       | [ 267 ] [ 268 ] [ 269 ]         |
| Црна Гора          | РТЦГ     | ТВЦГ 2   | Све вечери | Дражен Бауковић и Тијана Мишковић                            | [ 270 ] [ 271 ] [ 272 ]         |
| Чиле               | Canal 13 | Canal 13 | Финале     | Серђио Лагос and Рајен Араја                                 | [ 273 ] [ 274 ]                 |

## Остале награде
Поред трофеја за победника, додељене су и Награде Марсел Безенсон, као и You're A Vision награда фанова. Такође је одржано и ОГАЕ (Генерална организација евровизијских аматера) гласање пре такмичења.

### Награде Марсел Безенсон
Награде Марсела Безенсона одају почаст најбољим песмама у финалу такмичења. Добиле су име по Марселу Безенсону који се сматра оснивачем Песме Евровизије. Први пут су додељене 2002. од стране Кристера Бјеркмана и Ричарда Хереја. Постоје три награде: за уметнички наступ, награда композитора и награда новинара. Добитници се објављују мало пре финала такмичења.
| Категорија                  | Држава  | Песма    | Извођач(и)    | Аутор(и)                                                                                                  |
| --------------------------- | ------- | -------- | ------------- | --- |
| Награда за уметнички наступ | Шведска | Tattoo   | Лорен         | Џими Јансон Џими „Џокер” Тернфелд Лорен Моа „Кази Опеја” Карлбекер [ ] Петер Бострем [ ] Томас Џи-сен [ ] |
| Награда новинара            | Шведска | Tattoo   | Лорен         | Џими Јансон Џими „Џокер” Тернфелд Лорен Моа „Кази Опеја” Карлбекер [ ] Петер Бострем [ ] Томас Џи-сен [ ] |
| Награда композитора         | Италија | Due vite | Марко Менгони | Давид Петрела [ ] Давид Симонета Марко Менгони                                                            |

### ОГАЕ
ОГАЕ, организација више од четрдесет клубова фанова Песме Евровизије из Европе и даље, сваке године спроводи гласање, с почетком 2002. године. Пошто су сви клубови гласали, победничка песма је била шведска песма Tattoo коју изводи Лорен. Првих пет места је приказано у табели испод.
| Држава    | Извођач(и)    | Песма                  | ОГАЕ резултат |
| --------- | ------------- | ---------------------- | ------------- |
| Шведска   | Лорен         | Tattoo                 | 423           |
| Финска    | Käärijä       | Cha Cha Cha            | 394           |
| Француска |               | Évidemment             | 302           |
| Норвешка  | Алесандра     | Queen of Kings         | 263           |
| Аустрија  | Теја и Салена | Who the Hell Is Edgar? | 228           |

### „You're a Vision” награда
Године 2023. је одржано друго издање You're A Vision награде, коју одржава сајт Songfestival.be. Пошто је отказано одржавање Награда Барбара Декс због повезаности награде са негативним конотацијама, награда You're A Vision је основана у циљу „слављења креативности и разноликости који отелотворе дух Евровизије”, где је победник онај ко је имао најупечатљивији костим. Победник је био Käärijä из Финске. Прва три места су приказана у табели испод.
| Место | Држава   | Извођач(и) |
| ----- | -------- | ---------- |
| 1     | Финска   | Käärijä    |
| 2     | Хрватска | Лет 3      |
| 3     | Белгија  | Густав     |

### Евровизијске награде
У другом издању Евровизијских награда, учесници Песме Евровизије се такмиче у 10 категорија. Номинације су одлучивали разни сајтови, блогови и подкастови који се баве Песмом Евровизије, а фанови су одлучивали победника гласањем. Победници у својим категоријама су подебљани и означени двоструким бодежом (‡), а другопласирани бодежом.
| Најиновативнија сценографија                                                                        | Стилска икона                                                                             |
| --------------------------------------------------------------------------------------------------- | ----------------------------------------------------------------------------------------- |
| - Србија: Joker Out ‡ - Јерменија: Марко Менгони - Пољска: Бланка - Уједињено Краљевство: Меј Малер | - Француска: ‡ - Хрватска: Лет 3 - Немачка: Lord of the Lost - Португалија: Мимикет       |
| Најиконичнији дует                                                                                  | Вокална сила                                                                              |
| - Аустрија: Теја и Салена ‡ - Украјина: - Холандија: Миа Николај и Дион Купер - Азербејџан:         | - Естонија: Алика ‡ - Шведска: Лорен - Аустрија: Voyager - Белгија: Густав                |
| Краљ кореографије                                                                                   | Узорна уметничка визија                                                                   |
| - Финска: Käärijä ‡ - Израел: Ноа Кирел - Пољска: Бланка - Исланд: Диљау                            | - Финска: Käärijä ‡ - Пољска: Бланка Палома - Шведска: Лорен - Србија: Luke Black         |
| Најбоља коса                                                                                        | Мис допадљивости                                                                          |
| - Чешка: Весна ‡ - Шведска: Лорен - Аустралија: Voyager - Данска: Рајли                             | - Норвешка: Алесандра ‡ - Белгија: Густав - Аустралија: Voyager - Аустрија: Теја и Салена |

## Службени албум
Eurovision Song Contest: Liverpool 2023 је службени компилацијски албум такмичења одржаног 2023. године, који је саставила Европска радиодифузна унија, а 28. априла 2023. године је издала кућа Universal Music Group. Албум садржи свих 37 песама изведених на Песми Евровизије 2023. године, укључујући и полуфиналне нумере које нису добиле право учешћа у финалу.
| №               | Назив                                 | Аутор(и) | Извођач                    | Трајање |  |
| 1.              | Duje (Албанија)                       | Музика: Енис Муљај Текст: Ериома Рушити                                                                       | Аљбина и породица Кељменди | 3:02    |  |
| 2.              | Future Lover (Јерменија)              | Музика и текст: Елен Јеремјан                                                                                 | Brunette                   | 2:44    |  |
| 3.              | Who the Hell is Edgar (Аустрија)      | Музика и текст: Теодора Шпирић, Селина-Марија Едбауер, Роналд Јанечек и Пеле Лоријано                         | Теја и Салена              | 2:38    |  |
| 4.              | Promise (Аустралија)                  | Музика: Voyager, Мет Кларк и Мет Темплмен Текст: Voyager                                                      | Voyager                    | 3:02    |  |
| 5.              | Tell Me More (Азербејџан)             | Музика и текст: Нихад Алијев, Тунар ТагијевТурал Багманов и Туран Багманов                                    | TuralTuranX                | 2:58    |  |
| 6.              | Because of You (Белгија)              | Музика и текст: Стеф Густав и Жоад Аљу                                                                        | Густав                     | 2:59    |  |
| 7.              | Watergun (Швајцарска)                 | Музика и текст: Аржил Сајн, Ешли Хиклин и Миколај Трибулец                                                    | Ремо Форер                 | 2:51    |  |
| 8.              | Break a Broken Heart (Кипар)          | Музика и текст: Џими Јансон, Џими Џокер Торнфелт, Маркус Винтер-Џон и Томас Стенгард                          | Андрију Ламбру             | 2:57    |  |
| 9.              | My Sister's Crown (Чешка)             | Музика и текст: Катрин Ватченко, Патриси Фуксова, Танита Јанкова, Production Lovers                           |                            | 2:55    |  |
| 10.             | Blood and Glitter (Немачка)           | Музика и текст: Ентони Џејмс Браун, Крис Хармс, Пи Штоферс и Руперт Кеплингер                                 | Lord of the Lost           | 2:57    |  |
| 11.             | Breaking My Heart (Данска)            | Музика и текст: Борд Матијас Бонсакен, Хилда Стенмалм, Рани Петерсен и Сиверт Хјелтнес Хагтвет                | Рајли                      | 2:44    |  |
| 12.             | Bridges (Естонија)                    | Музика и текст: Алика Милова, Ваутер Харди и Нина Самперманс                                                  | Алика                      | 3:05    |  |
| 13.             | Eaea (Шпанија)                        | Музика и текст: Алваро Тато, Бланка Палома Рамос и Хосе Пабло Поло                                            | Бланка Палома              | 2:58    |  |
| 14.             | Cha Cha Cha (Финска)                  | Музика и текст: Алекси Нурми, Јоханес Наукаринен и Јере Пејхенен                                              | Керије                     | 2:55    |  |
| 15.             | Évidemment (Француска)                | Музика: Фатима Зара Хафди и Ахмед Сагир Текст: Фатима Зара Хафди, Ахмед Сагир, Јаник Растоги и Закари Рејмонд | Ла Зара                    | 2:58    |  |
| 16.             | I Wrote a Song (Уједињено Краљевство) | Музика и текст: Холи Меј Мулер, Луис Томпсон и Карен Пул                                                      | Меј Мулер                  | 2:43    |  |
| 17.             | Echo (Грузија)                        | Музика и текст: Гиорги Кукијанидзе, Бени Кадагидзе и Иру Хечанови                                             | Иру                        | 3:01    |  |
| 18.             | What They Say (Грчка)                 | Музика и текст: Виктор Верникос Јоргенсен                                                                     | Виктор Верникос            | 2:59    |  |
| Укупно трајање: | Укупно трајање:                       | Укупно трајање:                                                                                               | Укупно трајање:            | 52:26   |  |

| №               | Назив                            | Аутор(и) | Извођач                  | Трајање |  |
| 1.              | Мама ШЧ! (Хрватска)              | Музика: Дамир Мартиновић Мрле и Зоран Продановић Текст: Дамир Мартиновић Мрле                                                                          | Лет 3                    | 2:31    |  |
| 2.              | We Are One (Ирска)               | Музика и текст: Ед Портер, Конор О'Донохо и Јерген Елофсон                                                                                             | Wild Youth               | 2:49    |  |
| 3.              | Unicorn (Израел)                 | Музика: Дорон Медали Текст: Дорон Медали, Меј Сфадија, Јинон Јахел и Ноа Кирел                                                                         | Ноа Кирел                | 2:49    |  |
| 4.              | Power (Исланд)                   | Музика и текст: Диљау Петурсдоутир и Палми Рагнар Асгејрсон                                                                                            | Диљау                    | 3:02    |  |
| 5.              | Due vite (Италија)               | Музика: Давиде Петрела и Давиде Симонета Текст: Марко Менгони, Давиде Петрела и Давиде Симонета                                                        | Марко Менгони            | 3:02    |  |
| 6.              | Stay (Литванија)                 | Музика и текст: Моника Линките и Кристс Индришонокс | Моника Линките           | 2:56    |  |
| 7.              | Aijā (Летонија)                  | Музика и текст: Андрејс Рејнис Зитманис, Карлис Матис Зитманис, Карлис Вартинш и Мартинш Матис Земитис                                                 | Sudden Lights            | 2:55    |  |
| 8.              | Soarele şi Luna (Молдавија)      | Музика и текст: Паша Парфени, Андреј Вулпе и Јулијана Парфени                                                                                          | Паша Парфени             | 2:57    |  |
| 9.              | Dance (Our Own Party) (Малта)    | Музика и текст: Давид Мејлак, Жан Пол Борг, Шон Мичен, Метју Џејмс Борг и Мајкл Џо Сини                                                                | The Busker               | 2:49    |  |
| 10.             | Burning Daylight (Холандија)     | Музика и текст: Данкан Лоренс, Џордан Гарфилд, Миа Николај, Дион Купер и Лек ван дер Гринте                                                            | Миа Николај и Дион Купер | 3:02    |  |
| 11.             | Queen of Kings (Норвешка)        | Музика и текст: Алесандра Меле, Хенимг Олеруд, Линда Дејл и Стенли Фердинандез                                                                         | Алесандра Меле           | 2:27    |  |
| 12.             | Solo (Пољска)                    | Музика: Бланка Стајков, Мациеј Пухалски, Миколај Трибулец, Бартломиеј Ржечучки, Марцин Горецки Текст: Бланка Стајков, Марија Броберг и Јулија Сундберг | Бланка                   | 2:34    |  |
| 13.             | Ai coração (Португал)            | Музика: Мариса Мена и Луис Переира Текст: Мариса Мена                                                                                                  | Мимикат                  | 2:53    |  |
| 14.             | D. G. T. (Off and On) (Румунија) | Музика и текст: Теодор Андреј, Лука Де Мецо, Микаил Јахед и Лука Удацеану                                                                              | Теодор Андреј            | 2:52    |  |
| 15.             | Само ми се спава (Србија)        | Музика и текст: Лука Ивановић | Luke Black               | 2:53    |  |
| 16.             | Tattoo (Шведска)                 | Музика и текст: Питер Бострем, Џими Јансон, Томас Џисон, Џими Џокер Торнфелт, Каци Опеја и Лорен                                                       | Лорен                    | 3:01    |  |
| 17.             | Carpe diem (Словенија)           | Музика и текст: Joker Out | Joker Out                | 2:45    |  |
| 18.             | Like an Animal (Сан Марино)      | Музика и текст: Piqued Jacks | Piqued Jacks             | 2:53    |  |
| 19.             | Heart of Steel (Украјина)        | Музика и текст: Јимох Аугустус Кехинде и Андриј Хутсулијак                                                                                             | Tvorchi                  | 2:33    |  |
| Укупно трајање: | Укупно трајање:                  | Укупно трајање: | Укупно трајање:          | 53:49   |  |